# Montilla
Montilla es una ciudad y municipio español de la provincia de Córdoba, en la comunidad autónoma de Andalucía. Se sitúa como cabecera natural de la comarca de la Campiña Sur Cordobesa, siendo capital de esta junto con Puente Genil y es cabeza de partido judicial. Se levanta a una altitud de 371 m sobre el nivel del mar, a unos 45 km al sur de Córdoba, 115 km al norte de Málaga y 130 km al este de Sevilla. Su extensión es de 168,2 km² y actualmente cuenta con 22 859 habitantes, lo que supone una densidad de población de 138,66 hab./km².
Históricamente destaca por ser cuna de Gonzalo Fernández de Córdoba, el Gran Capitán, nacido en 1453 en el castillo cuyas ruinas presiden la ciudad, propiedad de su padre, Pedro Fernández de Córdoba, Señor de Aguilar. En 1630, el rey Felipe IV de España le concedió el título de ciudad a la localidad.
Es famosa por la calidad de su uva Pedro Ximénez, de la que se elaboran los acreditados vinos de Montilla, y junto con la cercana Moriles y otras localidades cordobesas integra la comarca vitivinícola con Denominación de Origen Montilla-Moriles. La ciudad es capital de dos denominaciones de origen amparadas por la Unión Europea: Vinos de Montilla-Moriles y Vinagres de Montilla-Moriles.
Actualmente forma parte del triángulo de ciudades considerado motor de la economía cordobesa, lo que, junto con su posición en el centro de Andalucía, le ha conferido un importante nudo de carreteras y comunicaciones.

## Toponimia
El origen de su topónimo es ambiguo. De la época musulmana proviene el nombre de Montiya, anterior a la castellanización de la terminación -iya del árabe, que denomina a grupos humanos en toda su extensión, como agrupación, barrio, pueblo, ciudad... De esta época data el nombre Montulia, dado a la región. Otros autores defienden que su raíz es castellana, apareciendo en la segunda mitad del siglo XIV en el Libro de la montería del rey Alfonso XI como Montiella (del topónimo árabe Mondelia). Sin embargo, en el siglo XVIII se atribuía su nombre a la contracción de monte-villa. Otros estudiosos trataron de obtenerlo de Monte Ulía. Con certeza, fue la Montilyana de los Anales Palatinos de Alhakén II citada entre el recorrido desde Atana y Wacita Milihah (Cabra).

## Historia

### Antigüedad y Edad Media
Desde el Paleolítico Inferior se conocen restos de ocupación humana en Montilla, al igual que en toda la Campiña, como lo atestiguan los útiles sobre lasca y los bifaces encontrados. Posteriormente han aparecido raederas, raspadores y buriles, del Paleolítico Inferior y del Paleolítico Medio y sepulturas del Campaniforme. El Epipaleolítico dejó huella en el término de Montilla, siendo el municipio uno de los escasos puntos geográficos cordobeses donde se han documentado yacimientos de la época, como el de Fuente de Pez, interesante yacimiento de piezas microlíticas, y del Neolítico, del cual encontramos abundantes restos desde el Calcolítico, periodo en el que son más numerosos los yacimientos de cerámica, útiles de sílex, puntas de flechas, etc..
En las inmediaciones del castillo de Montilla, tras diversas excavaciones arqueológicas desarrolladas en el cerro donde se asienta el alhorí, se ha constatado la existencia de un antiguo poblado prerromano en sus laderas.
La presencia de restos arqueológicos, como una estatua de Diana cazadora o de vías romanas, hacen pensar en que hubiera un núcleo hispanorromano; sin embargo, aún no se han encontrado restos que permitan hablar de una ciudad romana a pesar de la abundancia de restos. Cerca de Montilla, en la zona de Llanos de Vanda se suele ubicar la Munda, librada en el año 45 a. C., en la cual se enfrentaron Julio César frente a Cneo y Sexto Pompeyo, hijos de Pompeyo el Grande. Tras la victoria de Julio César, este volvió a Roma para ser nombrado dictador. Sin embargo, los historiadores y estudiosos aún no están totalmente seguros de esta localización. Su proximidad a la vía de Corduba a Malaca y otras secundarias dan testimonios de que el lugar estaba habitado y había una intensa actividad agrícola. De fecha anterior a éstos, son los restos de poblamientos tartésicos e íberos hallados en el recinto del castillo.
De la época musulmana proviene el nombre de Montiya, anterior a la castellanización de la terminación -iya del árabe, que denomina a grupos humanos en toda su extensión, como agrupación, barrio, pueblo, ciudad, etc. Aparentemente, la zona, a la que se denominó Mondelia estuvo poco poblada y lindaba con las coras de Cabra y Córdoba.
Poco se conoce de Montilla durante la primera época de la Edad Media, incluyendo su propio origen, hasta su incorporación a la corona castellano-leonesa entre febrero de 1240 y marzo de 1241, durante la segunda estancia de Fernando III de Castilla en Córdoba. En estos años comenzó el repoblamiento con familias provenientes de León. En 1257 pasó a depender de Gonzalo Yáñez Dovinal, a quien Alfonso X el Sabio concedió en señorío la villa y castillo de Aguilar, del que dependería Montilla hasta 1343, fecha en que se extinguió el linaje de la Casa de Aguilar.
La titularidad de estas tierras cambiaría en varias ocasiones, hasta que en 1371, Enrique II de Castilla la concede a Lope Gutiérrez de Córdoba, alcalde mayor de Córdoba, segregándola de la Casa de Aguilar, junto con la independencia jurisdiccional y el título de villa. Fue en esta fecha cuando sustituyó a Aguilar de la Frontera como sede del señorío de ese nombre. Lope Gutiérrez, por su parte, la entregó en 1375 a Gonzalo Fernández de Córdoba, a cambio de sus diversos bienes en Guadalcázar. A partir de ese momento, Montilla, sin dar nombre al señorío, se convirtió en centro, sede y núcleo del mismo, situación que se mantendrá incluso cuando los Reyes Católicos otorguen a los señores de Aguilar el título de Marqueses de Priego.
La noticia más antigua que aparece de Montilla es en 1333, y hace referencia al castillo y a su nombre. Diez años después se menciona la población, consolidada totalmente, pero hasta 1371 no adquiere término municipal independiente de Aguilar y obtener el título de villa, reforzando su población y configurando su territorio a lo largo del siglo XV mediante pleitos por los límites con los concejos colindantes de Cabra, La Rambla, Castro del Río, Montemayor y Espejo. Sobre el Gran Capitán ha habido siempre una discusión sobre su nacimiento entre que era de Aguilar o de Montilla, ya que aunque nació en Montilla, en aquel momento pertenecía al Señorío de Aguilar, del cual era su padre titular.
Es, a partir de este momento, cuando comienza, sin lugar a dudas, la centuria más importante de la historia de Montilla, aunque con uno de sus mayores traumas: la destrucción de su castillo.

### SiglosXVI,XVIIyXVIII

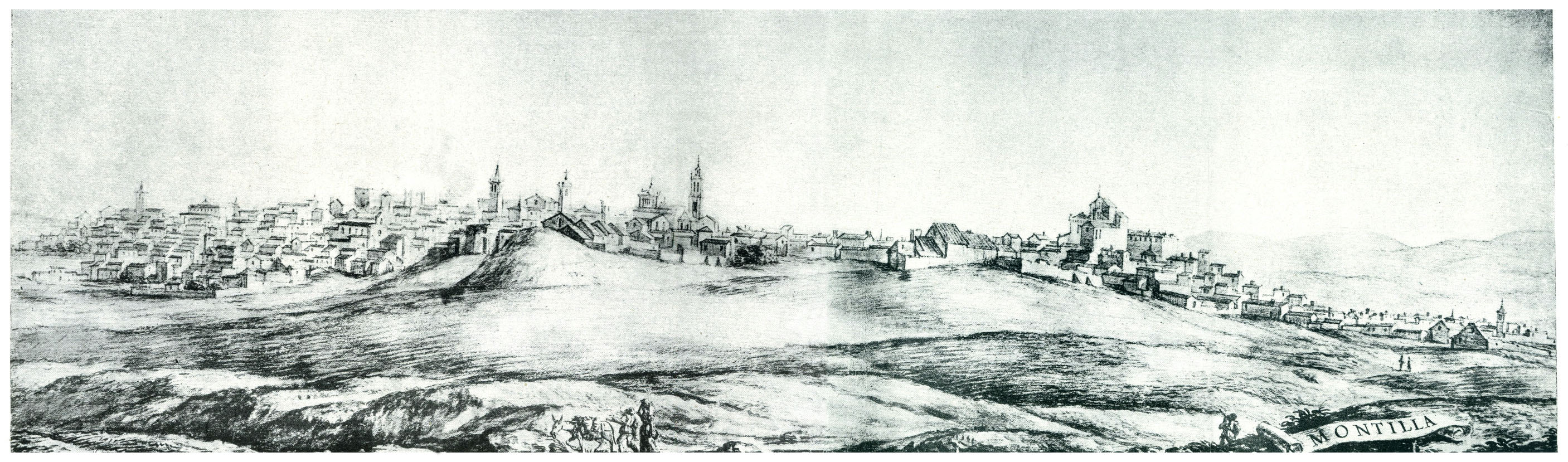
Vista de Montilla en 1669, acuarela de Pier Maria Baldi

Bajo los Fernández de Córdoba, Montilla se convertirá en el centro del señorío de Aguilar, suplantando incluso a esta villa, y se preparará para su desarrollo económico del siglo XVI. Durante la segunda mitad del siglo XV experimentó un importante crecimiento demográfico, alcanzando los 1166 vecinos en 1530, por lo que, después de Priego, a la que termina por suplantar, era la villa más poblada del marquesado de este nombre. Existen testimonios de aquella época sobre el castillo, cuyo origen parece remontarse a épocas anteriores a la Baja Edad Media, y aunque apenas se conservan restos, ya que fue demolido por orden de Fernando el Católico en 1508 como ejemplar castigo impuesto al titular de la Casa de Aguilar (ya entonces primer marqués de Priego) y aviso al resto de la nobleza andaluza. Las noticias antiguas nos informan acerca de su suntuosidad y celebridad.

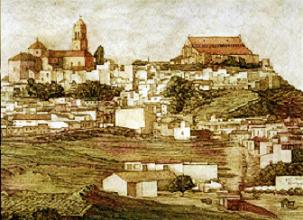
Montilla desde Espejo, de Lorenzo Marqués (1990, plumilla)

En el siglo XVI el fuerte crecimiento demográfico y el auge económico influyen en la ampliación del perímetro urbano y en la remodelación arquitectónica de la parroquia de Santiago y creación de la totalidad de fundaciones conventuales: franciscanos en 1512, agustinos en 1519, clarisas en 1525, jesuitas en 1558, y concepcionistas en 1594. La ciudad siguió forjando el primitivo casco urbano que hoy se conserva, y se expande hacia el camino de Córdoba gracias al barrio de las Tenerías o hacia el Sur. La práctica totalidad del centro histórico de Montilla tiene su origen y desarrollo en estos siglos XV y XVI.
En 1630, Felipe IV de España le concede el título de ciudad. Por aquella época los derechos señoriales suponen grandes beneficios para éstos y no pocos conflictos para con los vasallos. Hasta 1711 no se reconoce el derecho de los vecinos para erigir libremente hornos y molinos. Dentro de aquel marco, el concejo municipal cumple funciones de gobierno, justicia y regimiento de la villa, para lo que dispone de ingresos devengados por el arrendamiento de sus propios.
El siglo XVII está ligado a un estancamiento y regresión de la economía, epidemia de peste, falta de cosechas y hambre. Esto no frena el vigor religioso, sino que se intensifica con la fundación del hospital de San Juan de Dios en 1664 y el reconocimiento público del patronazgo de San Francisco Solano en 1647, casi ochenta años antes de su canonización en 1726. Cabe destacar en este siglo la importancia que el teatro adquirió en la localidad, ligado a la festividad de Corpus y al amparo del Marquesado de Priego. Las referencias históricas indican que la importancia del teatro fue tal en la ciudad, que Montilla contó con un corral de comedias a principios del siglo XVII, antes incluso que otras grandes ciudades andaluzas.

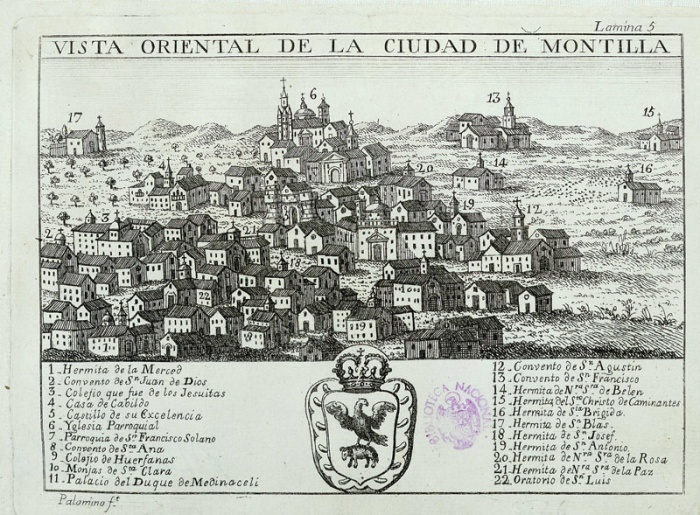
Vista oriental de Montilla, 1778-1795

El siglo XVIII supone una recuperación demográfica, sin cambios sustanciales en la estructura social, encabezada por los marqueses de Priego (duques de Medinaceli desde 1711), seguida de algunas familias nobles, clero, campesinos y artesanos de los más variados gremios. En 1726 fue canonizado el montillano San Francisco Solano, importante evangelizador en América del Sur. El 1 de abril de 1767 se expulsa a los jesuitas y el 24 de agosto de 1779 se funda la primera Sociedad Económica de Amigos del País.

### Siglos XIX, XX y XXI
En el siglo XIX, Montilla tenía 13 224 habitantes, por lo que se la consideraba una ciudad de tamaño medio; había 1840 casas en 84 calles, anchas, limpias y muy bien empedradas, como describen varios tratados, destacando las calles Corredera, Sotollón, Ancha, Enfermería, Torrecilla, San Fernando, Santa Brígida y Puerta de Aguilar y tres plazas: Constitución, Palacio y Sileras, así como el Llano de San Agustín. La ciudad contaba en este siglo con el Ayuntamiento, el palacio de Medinaceli, escuelas, hospital, la parroquia de Santiago, la iglesia de San Francisco Solano, así como siete ermitas en la ciudad y cuatro en las afueras, tres conventos de frailes y dos de monjas. También se ha hecho referencia al castillo, calificado por varios autores como «el más hermoso de Andalucía» y una serie de baños por el término atribuidos a los romanos. 
En este siglo, la economía se basaba en el sector primario: En 1860, el 82,2 % de la población activa estaba constituido por jornaleros. Las producciones más importantes eran aceite (80 000 arrobas con ventas que se distribuían a Málaga, Sevilla y Madrid), vino (exportado a Córdoba, capital de la provincia y Écija, con pedidos incluso para Inglaterra), trigo (50 000 fanegas) y otros cereales, leguminosas, hortalizas y frutas. En cuanto a industria, destacaba el sector agroalimentario, los telares de lino y lana y alfarerías y tejares.
Este siglo fue tumultuoso: Se vivieron diversos enfrentamientos, contra los franceses en la Guerra de Independencia española o entre absolutistas y liberales. Además de la grave epidemia de cólera de 1855 y las revueltas contra Isabel II de España.
La revolución de 1868 representó una etapa de gran agitación política, puesto que en Montilla existían grupos de demócratas organizados. El amaño de las elecciones por parte de la burguesía local creó un ambiente de gran tensión social que provocaron los graves sucesos de 1873, al conocerse la proclamación de la Primera República Española, que estalló un motín popular, con asaltos e incendios de casas de varias autoridades municipales y con el asesinato de uno de los hombres más ricos de la localidad, el cacique, al intentar huir. Cabe destacar en este siglo las medidas desamortizadoras del ministro Mendizábal (1835), la presencia de la expedición de los generales carlistas Gómez y Cabrera (1836) y la llegada del ferrocarril (1865).
Los principios del siglo XX se caracterizaron por el enraizamiento de estas ideas republicanas y socialistas, éstas de la mano de las doctrinas difundidas por el médico Francisco Palop Segovia, así como por la multiplicación de las organizaciones obreras y el anticlericalismo. Desde este momento Montilla fue un importante núcleo republicano, con un claro reflejo de esta tendencia en las elecciones municipales. Tras el triunfo de la Revolución rusa se inició en Montilla, como en otros lugares de España, un período de agitación social. En mayo de 1917 una manifestación de protesta fue disuelta a tiros por la fuerza pública cuando marchaba por la calle El Santo. En aquel verano hubo varias huelgas y amenazas de atentados contra personas y propiedades, el portavoz del partido republicano en el Ayuntamiento fue detenido y la sesión municipal del 1 de agosto se celebró con la presencia de la Guardia Civil en la sala capitular. Los socialistas obtuvieron la mayoría en las elecciones de 1920, en continuo enfrentamiento con el sindicato católico, que estaba dirigido por el conde de la Cortina. Durante los años de la dictadura de Primo de Rivera (1923-1930), maduró y se expandió enormemente la industria vitivinícola de la ciudad. En el entorno sociocultural destaca la figura de Don Francisco de Alvear, conde de la Cortina, que impulsa en la llegada de las Esclavas del Divino Corazón y la Congregación Salesiana, ambas consagradas a la docencia, y el regreso de la Compañía de Jesús. Además, el conde de la Cortina, adquiere la Casa del Inca Garcilaso de la Vega para donarla al pueblo de Montilla con el fin de ubicar allí la biblioteca pública. Con la expansión del sector vitivinícola y bodeguero, los gremios artesanales quedarán a la sombra y la ciudad alcanzará fama universal con la elaboración de excelentes vinos, convirtiéndose desde 1944 en el núcleo más significativo de la Denominación de Origen Montilla-Moriles.
En las elecciones generales de 1931 y 1933, los socialistas obtuvieron una mayoría aplastante y en 1936 el Frente Popular duplicó el número de votos de la derecha. Más tarde, la guerra civil española no pasó de puntillas por el pueblo, el caso de Montilla fue especialmente sangrante, ya que nadie intentó poner freno a la violencia de los rebeldes, como en otras localidades. La Iglesia jaleó el golpe y no dio ninguna muestra de piedad ni de caridad. Tanto párrocos como arciprestes casaron y bautizaron a la fuerza a personas que iban a ser fusiladas el día siguiente, sin hacer nada por evitar la barbarie. Los militares estaban al mando de Montilla desde el 19 de julio. Hay constatados, entre 1936 y 1939, 114 fusilamientos en una población de 20 000 habitantes y, posteriormente, se contabilizarían 16 más; sin embargo, los historiadores no están conformes con esta cifra: la mayoría de las ejecuciones no se inscribían en el Registro Civil, y más del 30 % de estas ejecuciones se recogieron a través de testimonios orales, por lo que se piensa que hubo muchas más de las anotadas. También se instaló en la localidad, en dos colegios femeninos, un campo de concentración para prisioneros republicanos donde se llegarían a congregar hasta 1000 hombres.
Frente al peligro de una represión feroz y sin piedad, quienes temían por su vida no tuvieron más opción que huir. Espejo, un municipio vecino a 12 kilómetros de Montilla  fue su primer refugio al día siguiente del triunfo del golpe. Allí, se organizó un comité de refugiados presidido por el alcade de Montilla. Cuando el pueblo cayó en septiembre, huyeron a Bujalance, más al norte de la provincia, del cual huyeron hacia Jaén cuando cayó en manos rebeldes. De estos exiliados, unos fueron encarcelados en los campos de concentración del sur de Francia al salir en 1939 de España, en Argelès-sur-Mer y a Barcarès. Cuando Francia cayó en manos de los alemanes, ocho montillanos habiendo seguido la Retirada fueron capturados y enviados a Mauthausen, mientras que otros lograron volver a España.
La posguerra fue especialmente dura, se estima que en el año 1939 había alrededor de 400 montillanos en distintos penales. A partir de 1941, se indultó a muchos por falta de espacio. En las prisiones no había sitio para tantos reclusos, ni medios para mantenerlos en los años del hambruna. Sin embargo, la salida de la cárcel no era fácil: los republicanos encontraban, en la mayoría de casos, sus casas saqueadas, únicamente con las paredes. Muchos tuvieron que enfrentarse a los tribunales de responsabilidades políticas, castigándoles con cuantiosas multas y sometiéndolos a un control constante.

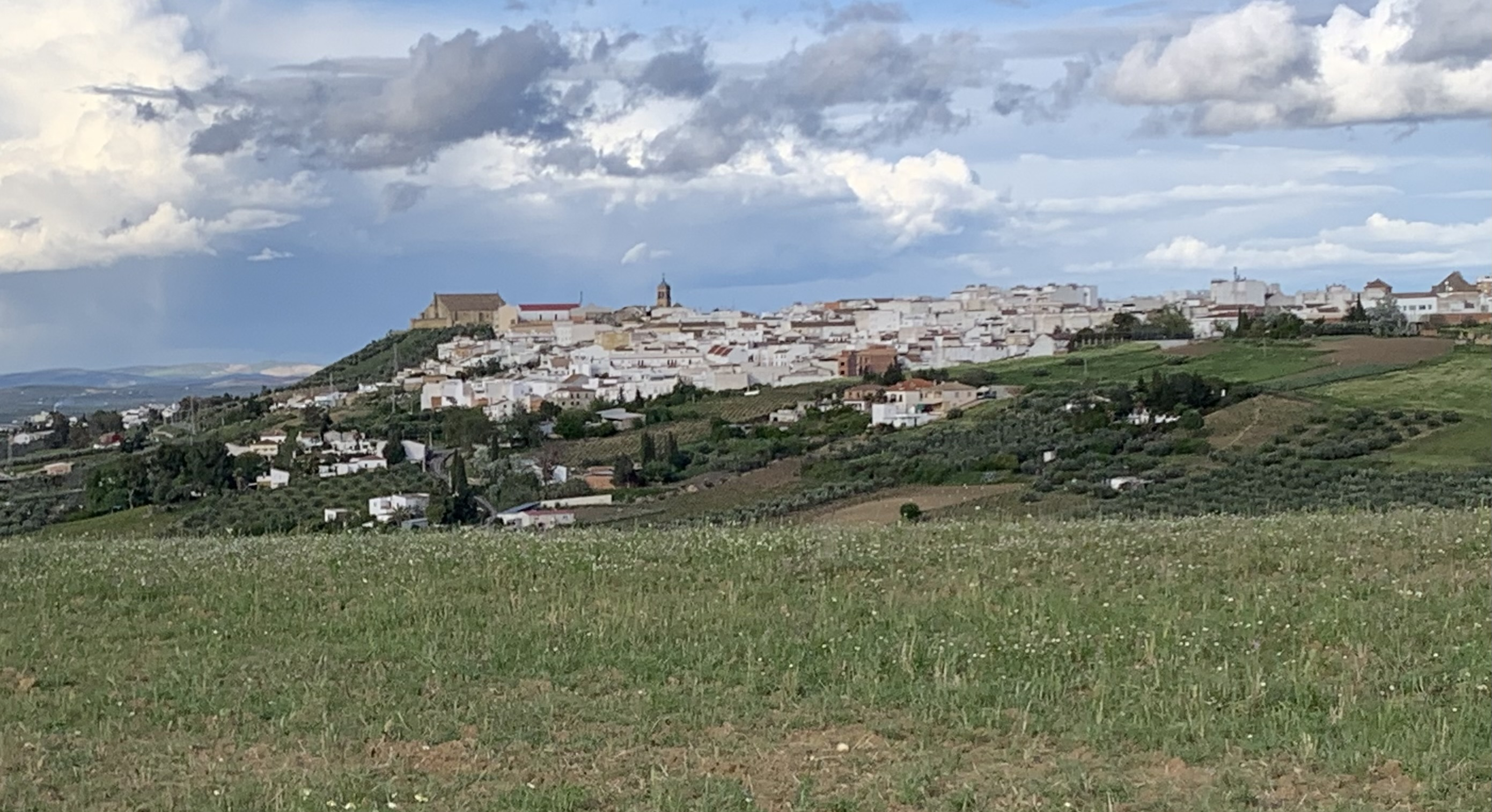
Vista de Montilla (04/2025)

Sin embargo, en los años 1960 se entró de lleno en el desarrollismo de la mano de la industria vitivinícola, que situó a Montilla en los primeros lugares de la provincia. No obstante, la localidad no se libró de la fiebre migratoria, siendo el principal destino de la inmigración hacia Cataluña (San Juan Despí) y Alemania. Hoy día forma parte del triángulo de ciudades considerado motor de la economía cordobesa.

## Partidos políticos

### Alcaldes
| Mandato   | Nombre del alcalde                 | Grupo           |
| --------- | ---------------------------------- | --------------- |
| 1979-1983 | José Luque Naranjo José García     | PCA-PCE PCA-PCE |
| 1983-1987 | Prudencio Ostos Domínguez          | PSOE            |
| 1987-1991 | Prudencio Ostos Domínguez          | PSOE            |
| 1991-1995 | Prudencio Ostos Domínguez          | PSOE            |
| 1995-1999 | Antonio Carpio Quintero            | IU              |
| 1999-2003 | Antonio Carpio Quintero            | IU              |
| 2003-2007 | Antonio Carpio Quintero            | IU              |
| 2007-2011 | Rosa Lucía Polonio Contreras       | PSOE            |
| 2011-2015 | Federico Cabello de Alba Hernández | PP              |
| 2015-2019 | Rafael Ángel Llamas Salas          | PSOE            |
| 2019-2023 | Rafael Ángel Llamas Salas          | PSOE            |
| 2023-2027 | Rafael Ángel Llamas Salas          | PSOE            |

### Elecciones municipales
Los resultados de las elecciones municipales celebradas en mayo de 2023 fueron:
| Elecciones Municipales - Montilla (2023) |       |           |            |
| Partido político                         | Votos | % Válidos | Concejales |
| Partido Socialista Obrero Español (PSOE) | 5728  | 46,11 %   | 10         |
| Partido Popular (PP)                     | 4374  | 35,21 %   | 8          |
| Con Andalucía                            | 1750  | 14,08 %   | 3          |
| Vox                                      | 435   | 3,5 %     | 0          |

## Demografía
Montilla cuenta con una población de 22 333 habitantes (INE 2024).
| Gráfica de evolución demográfica de Montilla entre 1842 y 2021 |
| |
| Población de derecho según los censos de población del INE Población de hecho según los censos de población del INEEntre el censo de 1857 y el anterior, crece el término del municipio porque incorpora a Santa Cruz Entre el censo de 2001 y el anterior (en 1996), disminuye el término del municipio porque transfiere la entidad Santa Cruz a Córdoba |

## Geografía y clima

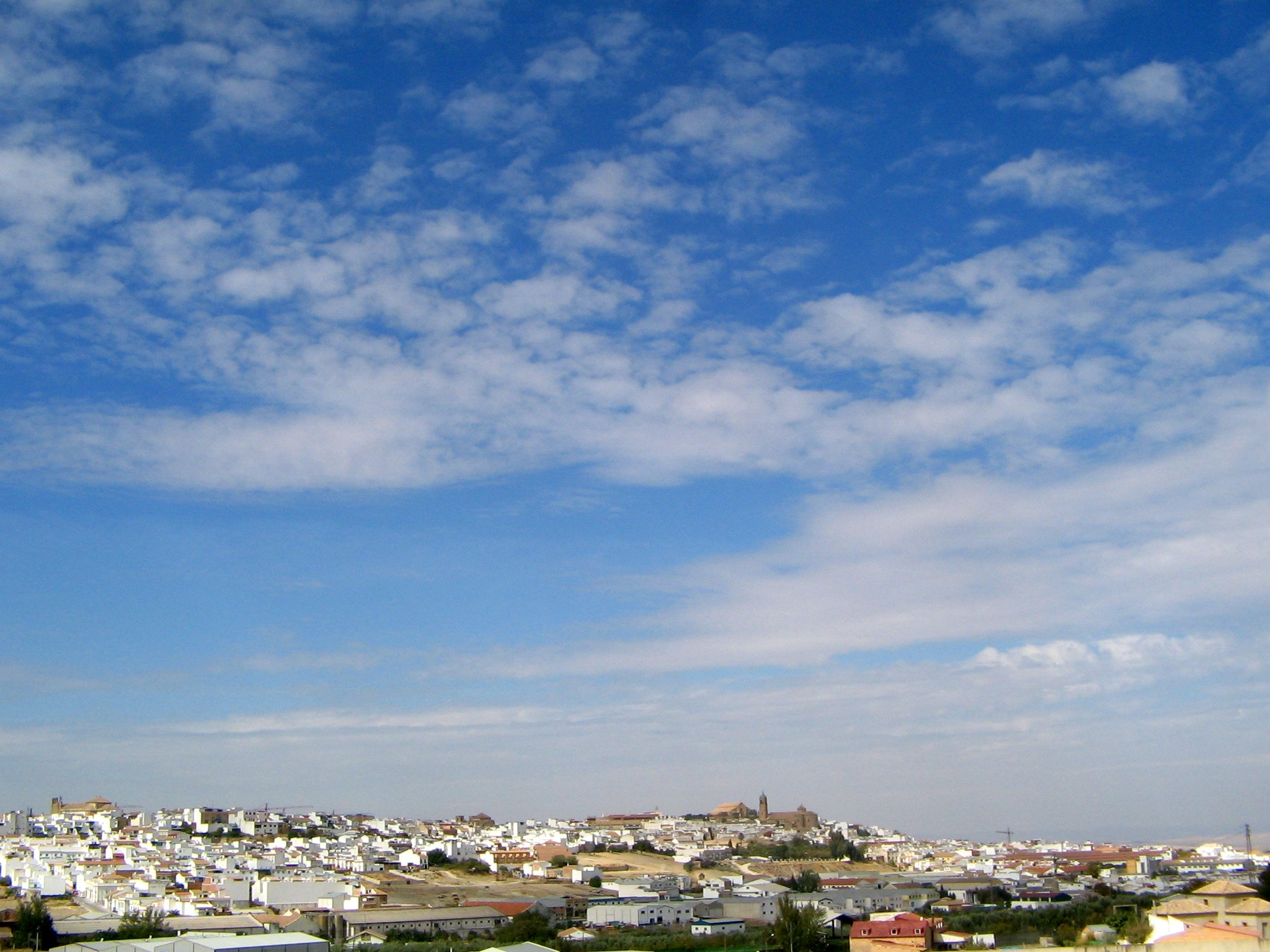
Una vista de Montilla.

Montilla se caracteriza por tener un clima semicontinental mediterráneo, con veranos cálidos, largos y secos e inviernos cortos. La temperatura media mínima se encuentra en los 12,2 °C, y la temperatura media máxima, en los 25,7 °C. Las horas de sol efectivo oscilan entre las 2800 y las 3000 anuales.
La localidad se asienta en un terreno llano, al sur de la provincia de Córdoba, en pleno centro geográfico de Andalucía, con elevaciones suaves, propias de la campiña, con una altitud media de 372 metros sobre el nivel del mar. Destaca entre estas elevaciones el cerro del Macho, con 700 metros de altitud. En la zona también se encuentra la llamada sierra de Montilla, al este de la ciudad, formada por una serie de altas colinas. En la sierra, destaca el cerro de Don Juan, con multitud de especies autóctonas. En la sierra se encuentran numerosos lagares, lugares de elaboración de vinos y aceites.

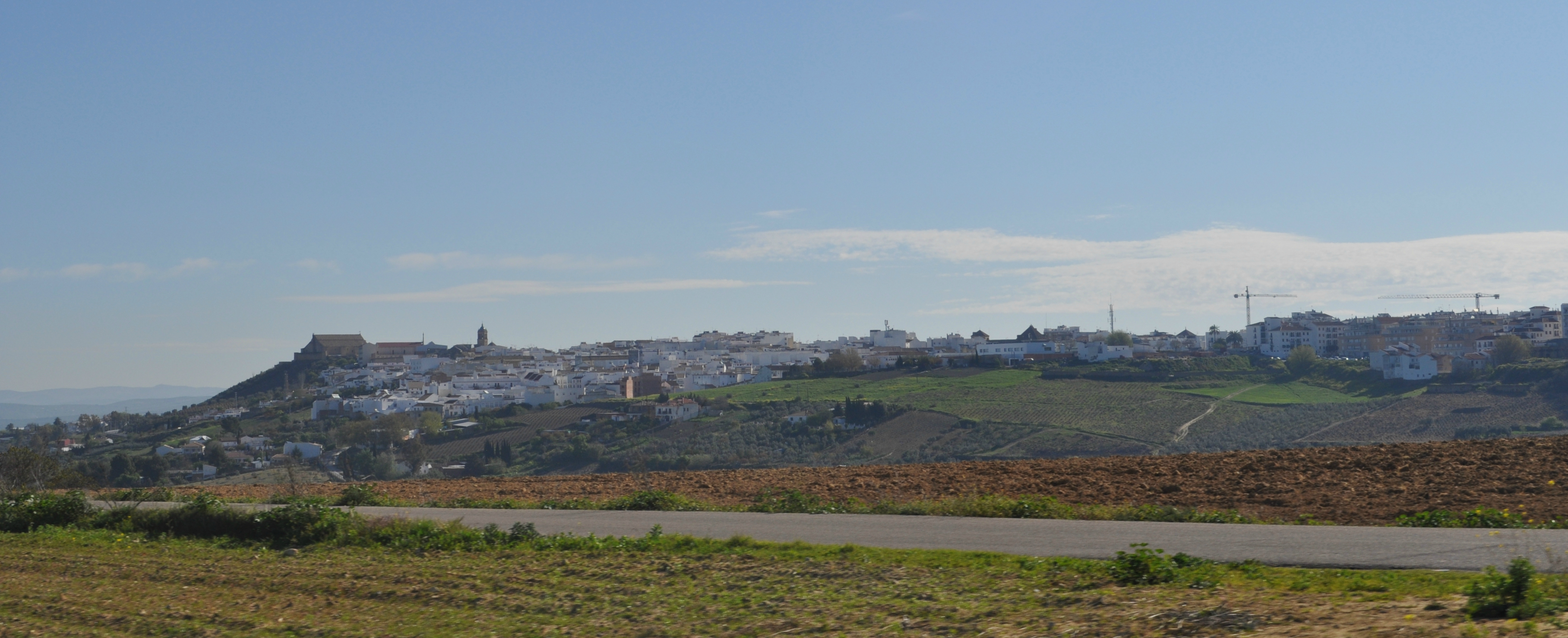
Vista parcial de Montilla

Lugares y parajes próximos
- Buenavista
- Cerro del Humo
- Cortijo Blanco
- Jarata
- Llano del Mesto
- La Magdalena y Tintín
- Lagar Finca Puntal Vista parcial de Montilla
- Riofrío
- La Salud
- San Francisco
- La Toba
- Vereda del cerro El Macho
- La Zarza
- Cuesta Blanca
- Cerro de Don Juan
- Cañada de Lerma (Cañalerma)
- Vereda del Chorrillo
- Descansavacas
- Fuente del Pez
- El Ventorrillo
- Piedraluenga
- Cañada de Vargas
- Fuente Martín Duelamo
- Finca - El Ejido

## Edificios civiles

### Castillo de Montilla

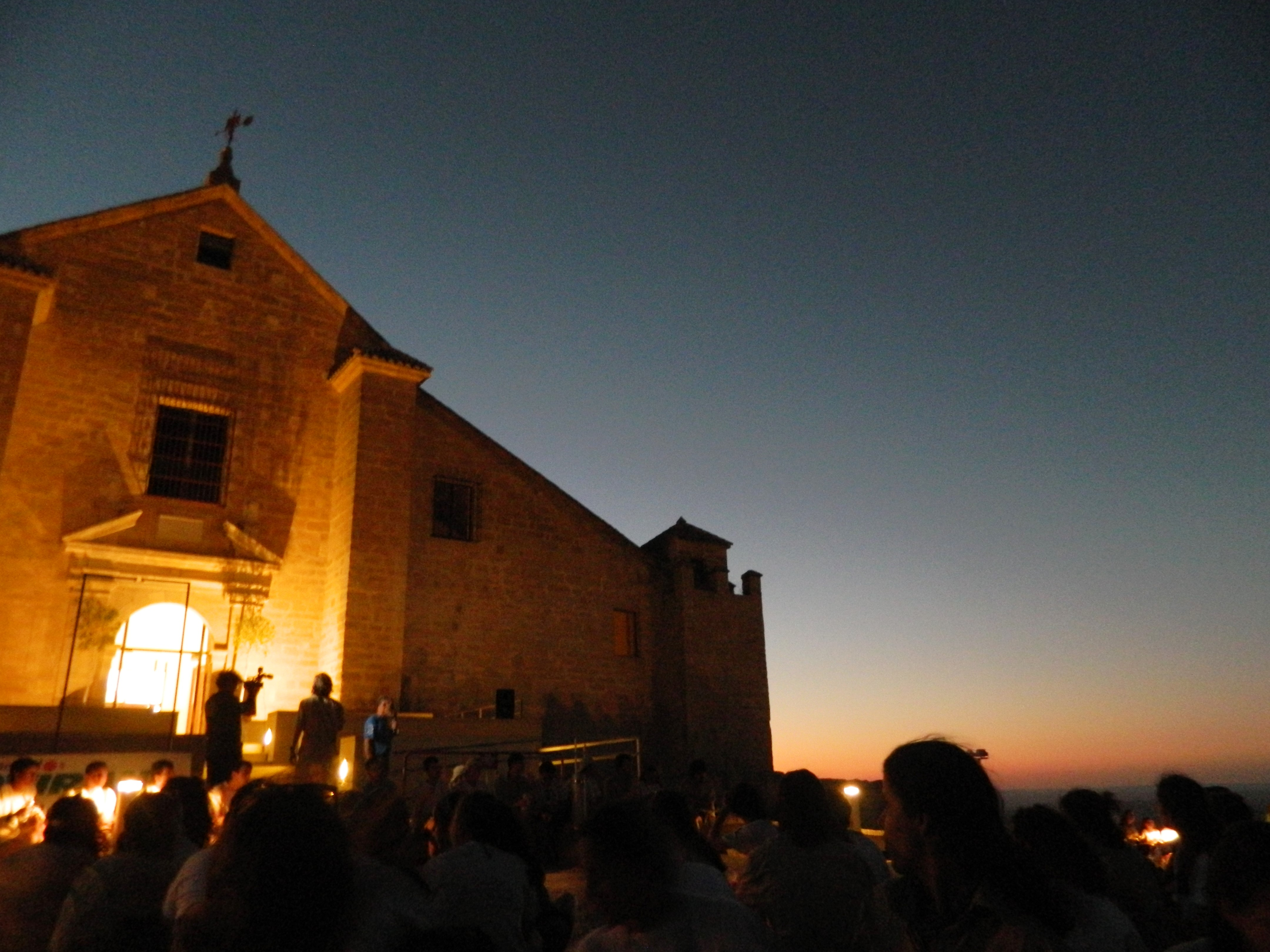
El castillo de Montilla durante un espectáculo nocturno.

El castillo de Montilla, gran fortaleza medieval, fue destruido en el año 1508 por orden del rey Fernando el Católico como castigo por la rebeldía de Pedro Fernández de Córdoba y Pacheco, primer marqués de Priego, lo que provocó, incluso, la petición de magnanimidad del rey de Francia por tratarse de la cuna del que fue el militar más importante de la época: el Gran Capitán. A pesar del indulto de la reina Juana I de Castilla dos años más tarde, autorizando la reconstrucción del castillo, esta nunca llegó a realizarse. Más adelante, en el siglo XVIII se construyeron en el solar los graneros ducales, una inmensa fábrica de sillería, en tiempos de Nicolás Fernández de Córdoba, duque de Medinaceli y marqués de Priego. La edificación del alhorí fue realizada bajo las directrices del arquitecto cordobés Juan Antonio Camacho, quien lo dotó de tres plantas, la primera de ellas con cinco naves y la segunda con tres. El castillo fue adquirido en el año 1998 por el Ayuntamiento de Montilla. En el año 2007 se iniciaron las obras de adecuación del inmueble para convertirlo en el Museo del Vino de Andalucía, cuya apertura está prevista para 2015, contando con salas dedicadas a la temática vitivinícola y otras dedicadas a la figura del Gran Capitán, quien nació en el castillo situado anteriormente. Asimismo, el recinto acogerá un centro de iniciativas para el sector agroindustrial. En las inmediaciones del castillo se encuentran unos yacimientos íberos datados del siglo VI a. C.

### Ayuntamiento y antigua iglesia del hospital de San Juan de Dios
El Ayuntamiento de Montilla es uno de los edificios civiles más importantes de la ciudad. Fue un antiguo convento-hospital de San Juan de Dios, iniciado en 1601, cercano a la desaparecida ermita de Santa Catalina, lugar donde Miguel de Cervantes situaría uno de los pasajes de El coloquio de los perros (Novelas ejemplares, 1613). El Ayuntamiento es un edificio en piedra con fachada de inspiración neoclásica de época romántica. Presenta una estructura simétrica con una torrecilla en la zona central con el viejo reloj de esfera. El interior presenta un claustro acristalado rodeado de columnas con arcos de medio punto. Por otro lado, la iglesia de San Juan de Dios, hoy en día empleada como salón de exposiciones municipal, presenta una planta octogonal atribuida a fray Francisco Álvarez.

### Casa de las Aguas
La Casa de las Aguas es uno de los edificios de carácter civil más notables de Montilla, construida en 1845 y situada en pleno centro histórico de la localidad. La casa señorial del siglo XIX está ordenada en torno a dos núcleos diferenciados, comunicados mediante un jardín. Sin embargo, el elemento más característico del edificio es el patio porticado que recibe a los visitantes, compuesto por una galería de arcos de medio punto sobre columnas toscanas en la planta baja.
Su nombre se debe a los depósitos de agua que se encontraban localizados en la casa y que servían para el suministro de la ciudad. El iniciador de estos trabajos y el impulsor del abastecimiento de agua a la población fue el ingeniero militar José María Sánchez Molero, que vino a la ciudad en busca del campus mundensis, en 1864. Vivió en esta casa junto con su señora hasta su muerte, pasando luego la propiedad a manos de su sobrino Ángel Sisternes. Más tarde, en 1940, la casa fue adquirida por la condesa de Aguilar, hermana del VII conde de la Cortina.
«Hasta el año 1872 se careció de aguas potables en el interior de la población», recoge Morte Molina en sus Apuntes, en los que ya aparece una primera mención a «un edificio de la calle San Fernando que albergaba los depósitos desde donde se distribuía el agua hasta los puntos más alejados de Montilla».
La casa acoge desde su inauguración, el 16 de junio de 2006, al único museo dedicado al pintor José Santiago Garnelo y Alda. Asimismo, la segunda planta del edificio alberga, como sede permanente, la Fundación Biblioteca Manuel Ruiz Luque, un bibliófilo montillano que en los últimos cincuenta años de su vida reunió un extenso conjunto de treinta mil volúmenes, entre los que se hallan la mejor colección de historias locales de las existentes en España, junto a un buen número de raros ejemplares y una amplia sección de manuscritos, obras de extrema calidad y rareza. La biblioteca cuenta, además, con libros de viajes, tratados de geografía y ciencias, literatura, obras morales y un extenso apartado de bibliografías. La sección de manuscritos es extensa y rica, sobre todo en lo relativo a la historia de Andalucía en los siglos XVII y XVIII, ya que entre sus fondos se encuentra el manuscrito fundacional de la Cartuja de Sevilla.
La biblioteca reúne, fundamentalmente, obras fechadas con anterioridad al siglo XX, y de ellas más de 2000 pertenecen al fondo antiguo (siglos XVI – XVII). Varios centenares no aparecen en el Catálogo Colectivo del Patrimonio Bibliográfico Español, por lo que han de estimarse, provisionalmente, como únicos. La colección bibliográfica –que incluye los catálogos de anticuaria– supera las 7000 piezas, desde el siglo XIX hasta la actualidad. Es también notable su colección de folletos y hojas volantes, probablemente, la más completa de Andalucía.

### Casa del Inca Garcilaso de la Vega

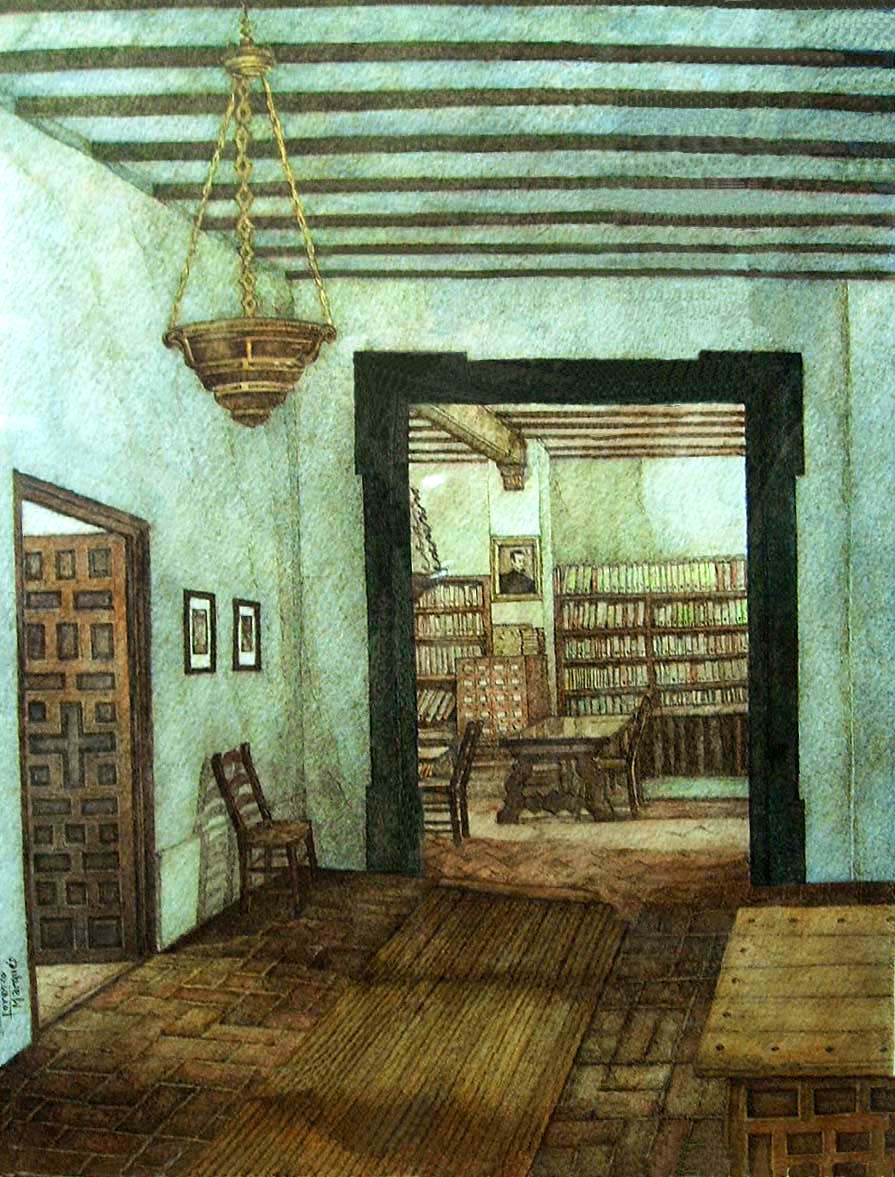
Casa del Inca, de Lorenzo Marqués (2004, tinta china sepia y acuarela)

Las primeras fuentes que hacen referencia a este inmueble montillano se remontan a 1557. En el edificio residió durante tres décadas el Inca Garcilaso de la Vega, el primer escritor iberoamericano que publicó en Europa y que ha quedado como símbolo del mestizaje entre culturas. En Montilla pasó gran parte de su vida, donde desarrolló casi la totalidad de su creación literaria. La figura del Inca Garcilaso fue reconocida por la Unesco, ya que es citado en el texto que realizó este organismo de Naciones Unidas para la Declaración del 23 de abril (fecha en la que también falleció el Inca Garcilaso en 1616) como Día Internacional del Libro. Posteriormente, fue adquirida por el conde de La Cortina, quien la donó a la localidad.

### Casa deLas Camachas
Edificio construido alrededor del siglo XVI en Montilla. Su nombre le viene dado por la proximidad al lugar en que se encontraba el mesón desaparecido donde vivieron Las Camachas, conocidas por la Historia como tres brujas y alcahuetas llamadas la Camacha, la Montiela y la Cañizares. Una de ellas, Elvira García La Camacha, es nombrada por Miguel de Cervantes en su libro El Coloquio de los Perros. Actualmente los expertos descartan la relación de estos personajes y el edificio. La casa cuenta con un cuerpo interior muy antiguo adosado a uno de los muros del primer recinto de la población. La parte anterior tiene un patio corral de indudable valor popular con un pozo natural de agua.

### La Tercia
Edificio de viviendas de principios del siglo XX construido sobre la antigua tercia, la casa donde se depositaban los diezmos y donde tuvo el marquesado unas antiguas bodegas. El séptimo conde de la Cortina, Francisco de Alvear y Gómez, edificó en este lugar en 1921 unas viviendas con una importante fachada historicista que recuerda al palacio de Monterrey de Salamanca. El edificio se caracteriza por unas arquerías bajas, cuerpo de balcones y galería alta en arcos rebajados, todo ello centrado por una portada de columnas y una corta torre de planta rectangular que preside la plaza de la Rosa.

### Teatro Garnelo
Teatro construido bajo la dirección del bibliófilo montillano Bernabé Fernández Canivel, siguiendo la tendencia estética del modernismo. Fue inaugurado en 1917, adquiriendo el nombre de los hermanos Manuel (escultor) y José (pintor) Garnelo, célebres artistas montillanos, quienes guiaron artísticamente el proyecto, gozando de gran predicamento en los ambientes teatrales, fruto de la tradición teatral montillana, pues según los archivos municipales, las representaciones teatrales datan del año 1551. Se trata de un edificio semiexento, con tres fachadas, de planta rectangular achaflanada en uno de sus fondos. A finales del siglo XX fue restaurado respetando su fachada. El teatro linda con la capilla de la Rosa, de que se separa por un pequeño callejón de acceso a esta.

### Palacio de los duques de Medinaceli
Tras la demolición del palacio de los marqueses de Priego, y posteriormente duques de Medinaceli, estos levantaron este palacio en la parte baja del casco antiguo de la ciudad, en tradición aún manierista. El palacio, considerado el edificio civil más importante de Montilla, es un edificio de sobrio aspecto, que sufrió una fase de ampliación durante el siglo XVI. En la actualidad tras haber sido segregado, está dividido en dos casas de uso particular. Su fachada en dorada piedra se articula en doble planta con numerosos vanos en posiciones paralelas y un acceso principal en el lateral diestro, el cual aparece ornamentado y cuyo balcón superior está flanqueado por los escudos de la Casa de Priego y Feria. Al lado izquierdo se halla un arco de medio punto que conecta el palacio y el convento de Santa Clara. Al otro extremo queda un pasadizo en arco de medio punto. Este arco comunicaba el Palacio de los Duques de Medinaceli en Montilla con su capilla privada en el Convento de Santa Clara.

### Palacio del conde de la Cortina o de Diego Alvear
Palacio de estilo neoclásico, aunque con influencia barroca, levantado por Diego de Alvear y Ponce de León en el siglo XVIII. Dispone de un patio claustrado en dos plantas con columnas y arcos. El conde de la Cortina, nieto de Diego de Alvear, cedió el palacio junto con otras dependencias a la Congregación de las Esclavas del Divino Corazón, para fundar un colegio en memoria de su hija. Actualmente es el centro de educación concertado “La Asunción”.

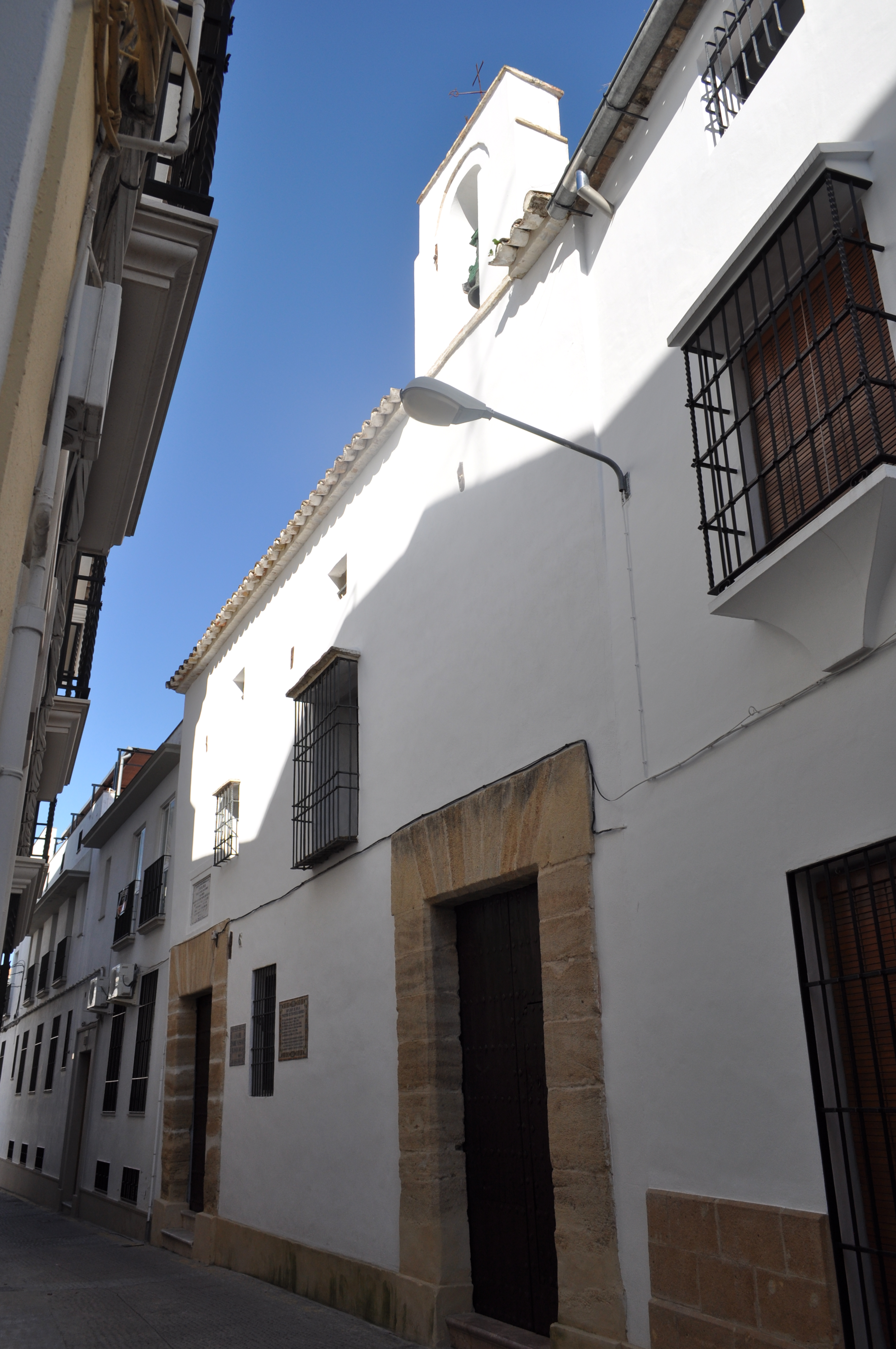
Casa-oratorio de San Juan de Ávila,.

### Casa-oratorio de San Juan de Ávila
La Casa Oratorio de San Juan de Ávila, del siglo XVI, fue la residencia de San Juan de Ávila hasta su muerte en 1569. El oratorio, fundado por los marqueses de Priego en 1547, fue levantado junto a la ermita de la Paz, de planta rectangular con sencillo retablo de decoración barroca.
La casa, donde escribió el santo parte de su obra y preparó numerosos sermones, consta de dos cuerpos y con dos patios, manteniendo el aspecto y la decoración contemporánea a la vida de san Juan de Ávila. También dispone de un patrimonio de piezas de reliquias, pinturas y esculturas de los siglos XVI, XVII y XVIII.

### Arco de San Lorenzo
La fundación del convento franciscano de San Lorenzo de Montilla se produjo en 1512, a las disposiciones testamentarias de Pedro Fernández de Córdoba y Pacheco, primer marqués de Priego, y su construcción se debió concluir a finales del primer tercio del siglo XVI, época de esplendor de la ciudad. El convento de San Lorenzo, que la comunidad de franciscanos ocupó hasta 1794, en que debió abandonarlo por problemas de conservación, se hallaba dentro del perímetro delimitado por una cerca de mampostería con partes recrecidas en tapial, que en la actualidad se conserva fragmentariamente.
El ingreso al complejo conventual se efectuaba por una portada de piedra arenisca, adosada a la cerca. El vano de dicha portada es un arco de medio punto abocinado flanqueado por pilastras cajeadas a las que se adosan columnas abalaustradas.
Sobre el arco, atribuido al mayor de los Hernán Ruiz, corre un entablamento con un friso esculpido con bajorrelieves de roleos y jarrones centrado en el cual se disponía un escudo nobiliario de la familia fundadora. Situada junto a donde estuvo la iglesia existe una casa de labor y a su lado una torre de cuatro plantas de estética neomudéjar.

## Edificios religiosos
El patrimonio religioso de Montilla es muy rico debido a su pasado histórico noble, ya que fue sede del Señorío de Aguilar y del Marquesado de Priego, familias que financiaron muchas de estas construcciones religiosas, dotando a la ciudad de un patrimonio artístico y religioso singular y variado.

### Parroquia de Santiago
Ubicada en la parte más antigua de la localidad, que rodea a los actuales restos del castillo de Montilla, hasta la entrada de la carretera de Espejo y Granada, desde el barrio de la Escuchuela. La feligresía podría contar aproximadamente con unas 6000 personas, aproximadamente, casi una cuarta parte de la actual población de Montilla. 

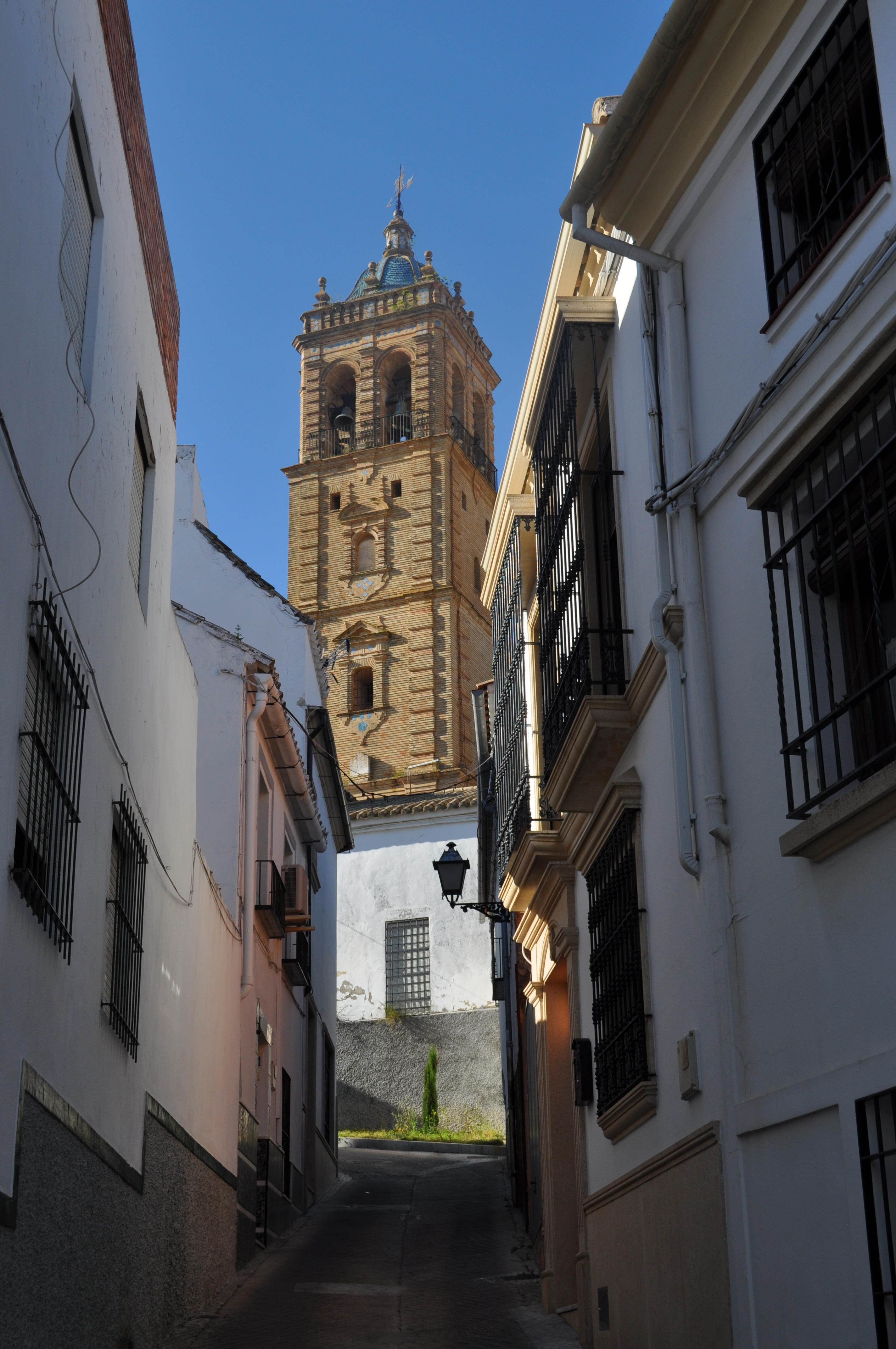
Torre de la Parroquia de Santiago, erigida en el.

Su origen se remonta a principios del siglo XVI, aunque hay documentos que sugieren una datación de la primera mitad del siglo XV, siendo reconstruida en el siglo XVI con los materiales procedentes del castillo. En los siglos XVII y XVIII es reformada y ampliada, combinando elementos renacentistas y barrocos, con decoración gótico-mudéjar. Del siglo XVIII data la portada y la torre de ladrillo, obra del montillano José de Vela (1790), que sustituyó a la anterior realizada por Hernán Ruiz III en 1579. Cabe destacar que fue el único templo parroquial de Montilla hasta finales del siglo XIX. Entre las obras de arte que acoge la parroquia, se encuentran el Ecce Homo de Juan de Mesa, el Mozo (siglo XVII), San Francisco Solano de Pedro de Mena (siglo XVII), Cristo de Zacatecas, crucificado traído desde México (siglo XVI), lienzos de José Garnelo (siglo XX).

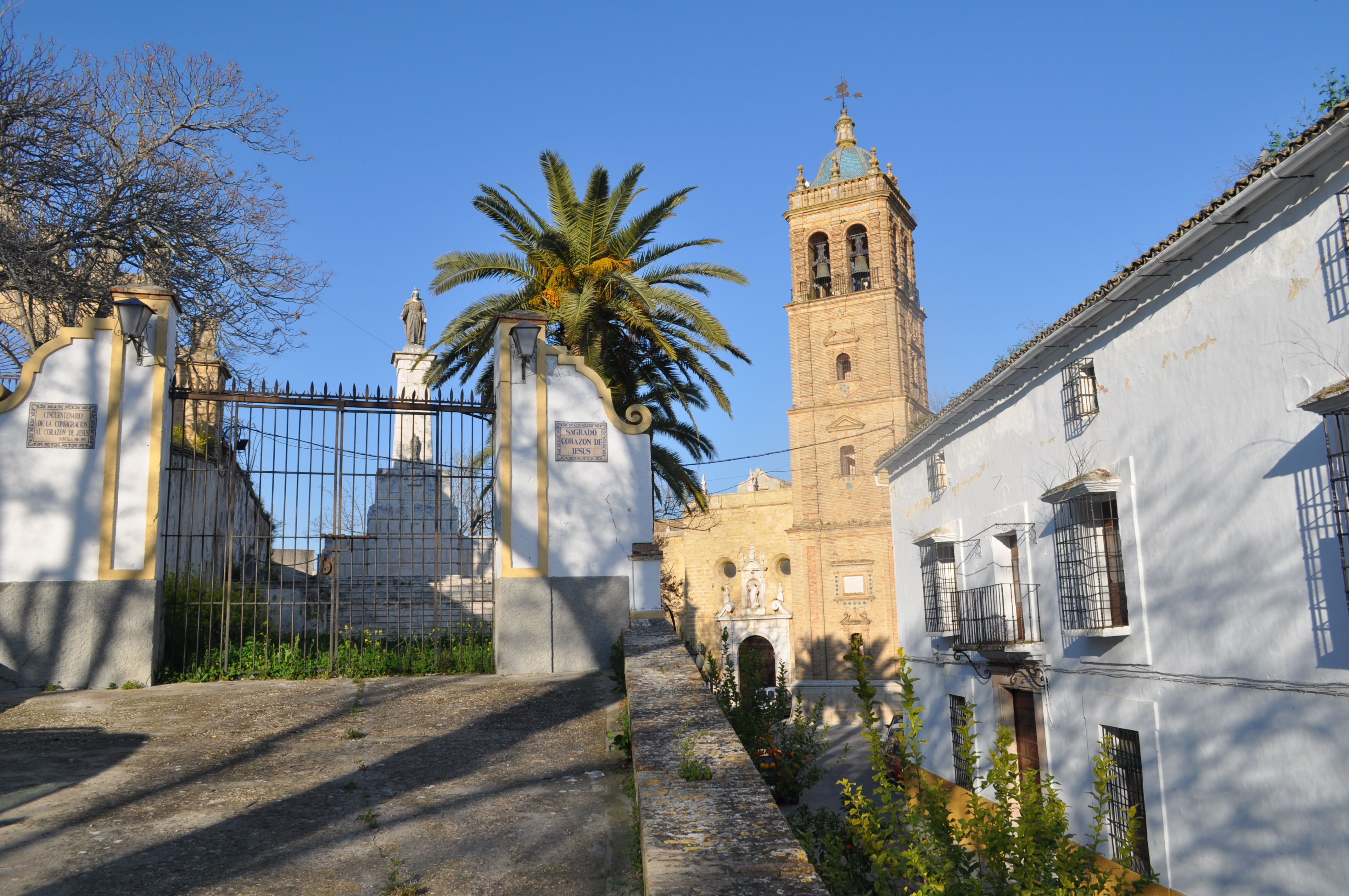
Parroquia de Santiago, declarada Bien de Interés Cultural el día 30 de abril de 2001.

La parroquia consta de tres naves separadas por arcos apuntados, que en su día llevaron techumbres artesonadas en madera, conservándose aún algunos restos bajo las actuales bóvedas. Desde el siglo XVI el templo se decoró con capillas laterales, aunque sólo conserva su aspecto original la de San Juan Bautista, instituida en 1563. También destaca la capilla barroca de la Virgen del Rosario, de finales del XVII, a la que se incorporó un camarín dieciochesco con revestimiento rococó en madera dorada, labrado por Pedro de Mena Gutiérrez.

### Basílica de San Juan de Ávila
Los marqueses de Priego, mediante la mediación de Francisco de Borja y la presencia de Juan de Ávila, quien pidió ser enterrado en ella, como así se hizo, mandaron construir este templo sobre la antigua iglesia de un colegio jesuita fundado en 1552. Como la iglesia se quedó pequeña, los jesuitas decidieron construir una mayor en 1726, en el estilo típico de la Compañía, pero las obras no llegaron a su fin al producirse la expulsión de los jesuitas en 1767. Después de la desamortización de Mendizábal, pasó a propiedad privada, hasta que Francisco de Alvear y Gómez de la Cortina, VI conde de la Cortina, gran mecenas local, compró el terreno y el inmueble y terminó la iglesia, conservando la planta del modelo jesuita y entregándola a la Compañía de Jesús, que la abriría al culto en 1944.
La antigua iglesia de la Encarnación y posteriormente Santuario de San Juan de Ávila fue elevada a la categoría de basílica menor por decreto De titulo Basilicae Minoris de fecha 20 de junio de 2012, firmado por el prefecto de la Congregación para el Culto Divino y la Disciplina de los Sacramentos, el cardenal español Antonio Cañizares Llovera.
El templo presenta una fachada de piedra con dos campanarios. En el interior se distribuye en planta de cruz latina con tres naves, rodeada por capillas y tribunas superiores, cuyo retablo está realizado en madera en su color y está dedicado al Corazón de Jesús policromado de grandes proporciones, atribuido a Félix Granda.
Tiene retablos e imaginería barroca y moderna. Entre sus pinturas destacan un Ángel de la Guarda atribuido a Valdés Leal, un Santo Domingo, atribuido a Zurbarán, una Virgen de la Paz, de autor anónimo del siglo XVI y varias atribuciones a Vicente López. En su interior se encuentran los sepulcros de la Casa nobiliaria de Aguilar (Marquesado de Priego) y en una urna labrada, las reliquias de San Juan de Ávila, patrono del clero secular español y doctor de la Iglesia, por voluntad del papa Benedicto XVI.

### Parroquia de San Sebastián

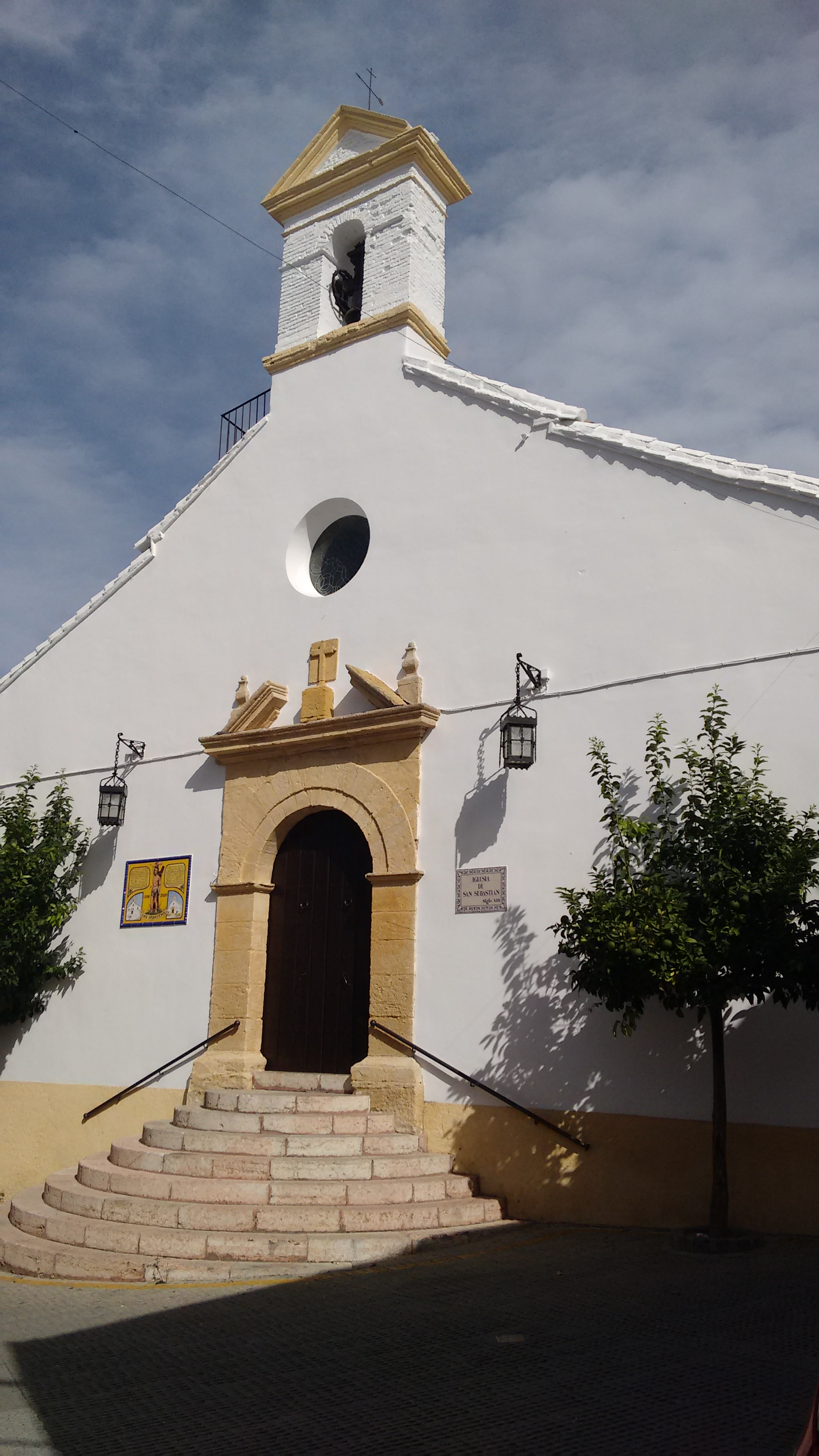
Parroquia de San Sebastián, edificio religioso más antiguo de Montilla.

Considerado como el templo más antiguo de Montilla, construido hacia el siglo XIII tras la conquista cristiana de la ciudad, según la tradición, sobre el solar de una antigua ermita visigoda y posteriormente mezquita. Lo más destacado del templo es su antigüedad, pues en realidad se trata de un sencillo edificio gótico-mudéjar con tres naves y sus respectivas cabeceras rectas, según el modelo usual de entonces; naves que se cubren con armaduras de madera elevadas sobre arcos apuntados con apoyos y capiteles aún de tradición románica.
Presenta un sencillo retablo mayor de corte posrenacentista con la imagen del titular, que sustituyó al primitivo, y otros dos retablos barrocos a ambos lados del templo. Contiene interesantes imágenes, como una Virgen de la Consolación de las hermanas Cueto, o las Cuetas, imagineras montillanas, y otra de la misma titularidad que según la tradición apareció en un horno de alfarero, y la que Isabel la Católica regaló su basquiña a su paso por el pueblo en 1491. En el exterior presenta una fachada triangular con campanario realizada a base de piedra caliza, su estructura interna consta de tres naves de gruesas columnas con capiteles con cabeceras rectas siguiendo el modelo gótico-mudéjar.

### Parroquia de San Francisco Solano
Calificada como Monumento Histórico Artístico Nacional. Esta iglesia parroquial, que atiende a unas 4000 personas, se encuentra en pleno casco antiguo de Montilla, vicaría de la Campiña y arciprestazgo de Montilla-La Rambla. Su construcción, atribuida a Melchor Aguirre, comenzó en 1681 sobre el solar de la casa natal de su titular, san Francisco Solano, patrón de Montilla, a instancias del licenciado don Francisco Isidro de Alba, quien ya había comprado ese inmueble en 1664. En 1726, año de su canonización, se amplió la iglesia por la casa ducal de Medinaceli. 
La iglesia presenta planta de cruz latina con capillas laterales comunicadas entre sí que forman naves menores. Sus alzados se articulan por un orden gigante de pilastras toscanas, que en la nave marcan cuatro tramos y ciñen los arcos de medio punto que comunican con las capillas. En dichos apoyos monta un entablamento con cornisa decorada a base de tacos y ovas, en la que descansan las bóvedas de medio cañón con lunetos y fajones que cubren el interior, a excepción del tramo central del crucero que recibe una media naranja sobre pechinas. Dentro de unas cartelas ovales aparecen los bustos de San Francisco, San Buenaventura, San Antonio y otro santo franciscano, completando esa composición con ángeles, ristras de frutos, mascarones y unos estilizados motivos vegetales. En la parte de la epístola se localiza la capilla de la Virgen de la Aurora, junto al brazo del crucero. Fue costeada por la duquesa de Medinaceli en 1699, aunque tiene elementos, particularmente ornamentales, que delatan una fecha más avanzada del siglo XVIII.
El retablo mayor es obra de madera dorada, que en 1728 contrata Francisco Sánchez Prieto, mayordomo de la Obra Pía, con Gaspar Lorenzo de los Cobos. El retablo, con riquísima y abundante decoración, es una típica máquina barroca, de gran aparato y efecto, pudiéndose considerar como una obra de interés dentro del panorama artístico cordobés de la época.

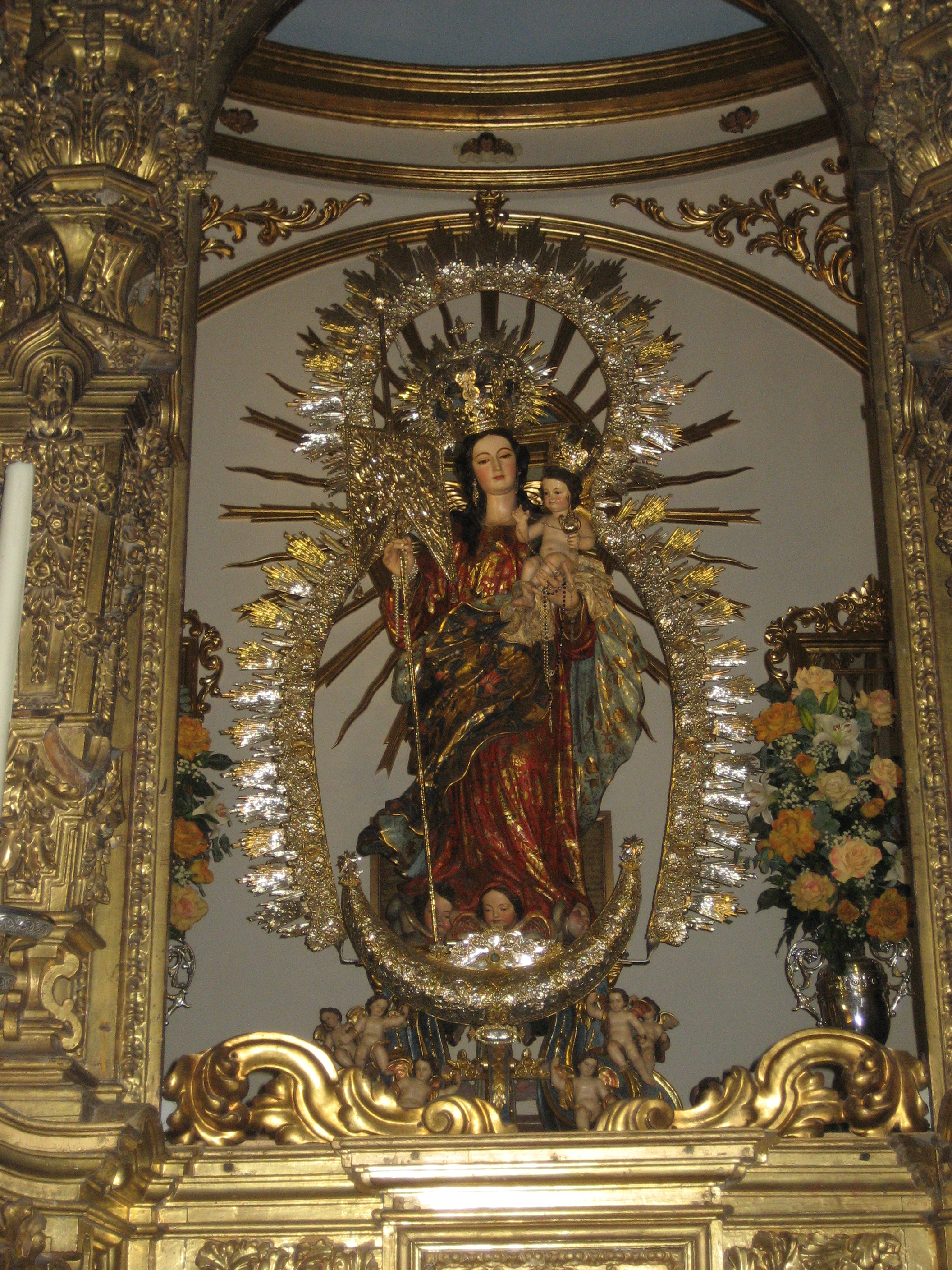
Ntra. Sra. de la Aurora, copatrona de Montilla, en laiglesia de San Francisco Solano.

Cuenta la parroquia con una imagen de San Francisco Solano, traída desde Granada en 1689, una capilla a Nuestra Señora de la Aurora, copatrona de Montilla, de madera tallada y dorada y de tamaño pequeño pero de gran categoría en su concepción, especialmente, en su ornato, a base de follajes menudos y abundantes de finísima labra. La imagen de la Virgen, atribuible al círculo del granadino Diego de Mora y fechada en 1698, se sitúa de pie sobre pedestal de nubes con cabezas de querubines, vistiendo una túnica roja y, a la altura de la cintura un manto recogido sobre el brazo izquierdo, cayendo hacia los pies por el lado contrario. La Virgen tiene un rostro dulcísimo enmarcado por una cabellera de sinuosos bucles que se peinan hacia atrás a la altura de las sienes. Porta en su mano derecha un estandarte de plata y en la izquierda sostiene un Niño Jesús desnudo en ademán de bendecir. Del mismo modo, la parroquia cuenta con imágenes importantes como la Virgen de la Soledad (de gran devoción) y Cristo de Medinaceli o Rescatao.

### Parroquia de Nuestra Señora de la Asunción
La parroquia está enclavada en pleno centro del popular barrio del Gran Capitán, las conocidas Casas Nuevas, con una feligresía de aproximadamente 9000 personas. Las obras comenzaron a partir de 1962 con el apoyo de todos los vecinos, con la llegada a esta ciudad de un joven sacerdote montillano procedente de Aguilar de la Frontera, que se hace cargo de una pequeña ermita, denominada de la Merced.
El nombre de esta parroquia procede de una imagen de la Virgen de la Asunción que donó Francisco de Alvear y Gómez de la Cortina, conde de la Cortina, en agosto de 1956. Debido a que en el barrio sólo habitaban familias humildes, finalmente en el año 1969 el obispo de Córdoba, bendice esta nueva parroquia de Nuestra Señora de la Asunción.
La parroquia de Nuestra Señora de la Asunción es un templo de construcción moderna, con crucero central y dos laterales, con dos retablos del Señor en la Santa Cena y María Santísima de la Estrella. Asimismo encontramos un retablo con el Stmo. Cristo de la Buena Muerte del siglo XVII, obra de Pedro de Mena. La capilla del Sagrario se encuentra en el lateral y con un retablo en el que resalta la imagen de un Resucitado.
El Altar Mayor de la parroquia es presidido por una imagen del Stmo. Cristo de la Paz, crucificado obra del imaginero cordobés Miguel Arjona Navarro. A un lado hay una imagen de la Titular de la parroquia, Nuestra Señora de la Asunción, obra de Amadeo Ruiz Olmos, y al otro lado hay una imagen de San José. Se expone también la cruz parroquial y ciriales, en plata labrada en los talleres sevillanos de Antonio Santos.
En la capilla del baptisterio, hay una imagen de María Auxiliadora, la cual goza de gran devoción en Montilla. Cuenta también esta parroquia con unos cuadros de San Francisco Solano y Nuestra Señora de la Aurora, patronos de la ciudad, entre otros.

### Convento de Santa Clara

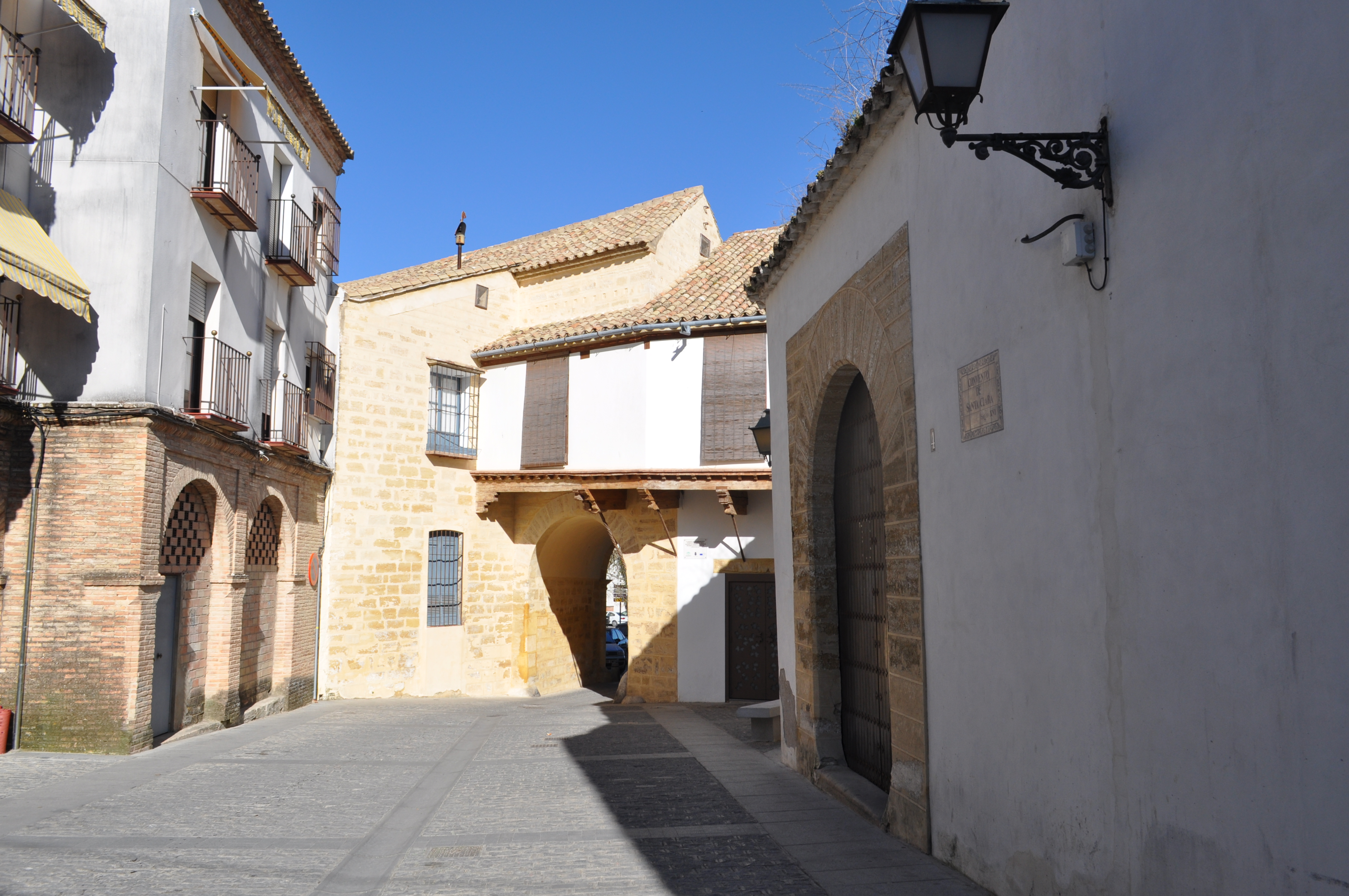
Arco y convento de Santa Clara.

Edificado por mandato del primer marqués de Priego, Pedro Fernández de Córdoba, en 1512 y establecido en las inmediaciones del palacio de dicha familia. A partir de 1525 pasó a convertirse en el Convento de Santa Clara de la rama femenina de la orden franciscana, creado por María Jesús de Luna, hija de dicho marqués, tras concederle el oportuno permiso su hermana Catalina Fernández de Córdoba, como heredera del mayorazgo. En 1525 María Jesús de Luna inició una pequeña comunidad en el convento, formada por ocho religiosas y tres profesas más. Del mismo modo, la condesa de Feria, Ana de la Cruz, hija del primer duque de Arcos de la Frontera, tomó el hábito de monja clarisa en el convento de Montilla en el año 1552, siendo guiada y orientada por San Juan de Ávila. Cuenta con una portada gótico-plateresca y una puerta con artesonado mudéjar, así como un retablo mayor churrigueresco (siglo XVIII).
En esas fechas se formó su iglesia, una hermosa muestra del gótico-mudéjar cordobés, que se ha atribuido a Hernán Ruiz I. Tiene nave y cabecera cuadrada con magníficos artesonados mudéjares, que en el presbiterio ofrece una disposición ochavada, salvándose las esquinas con especie de veneras rizadas.

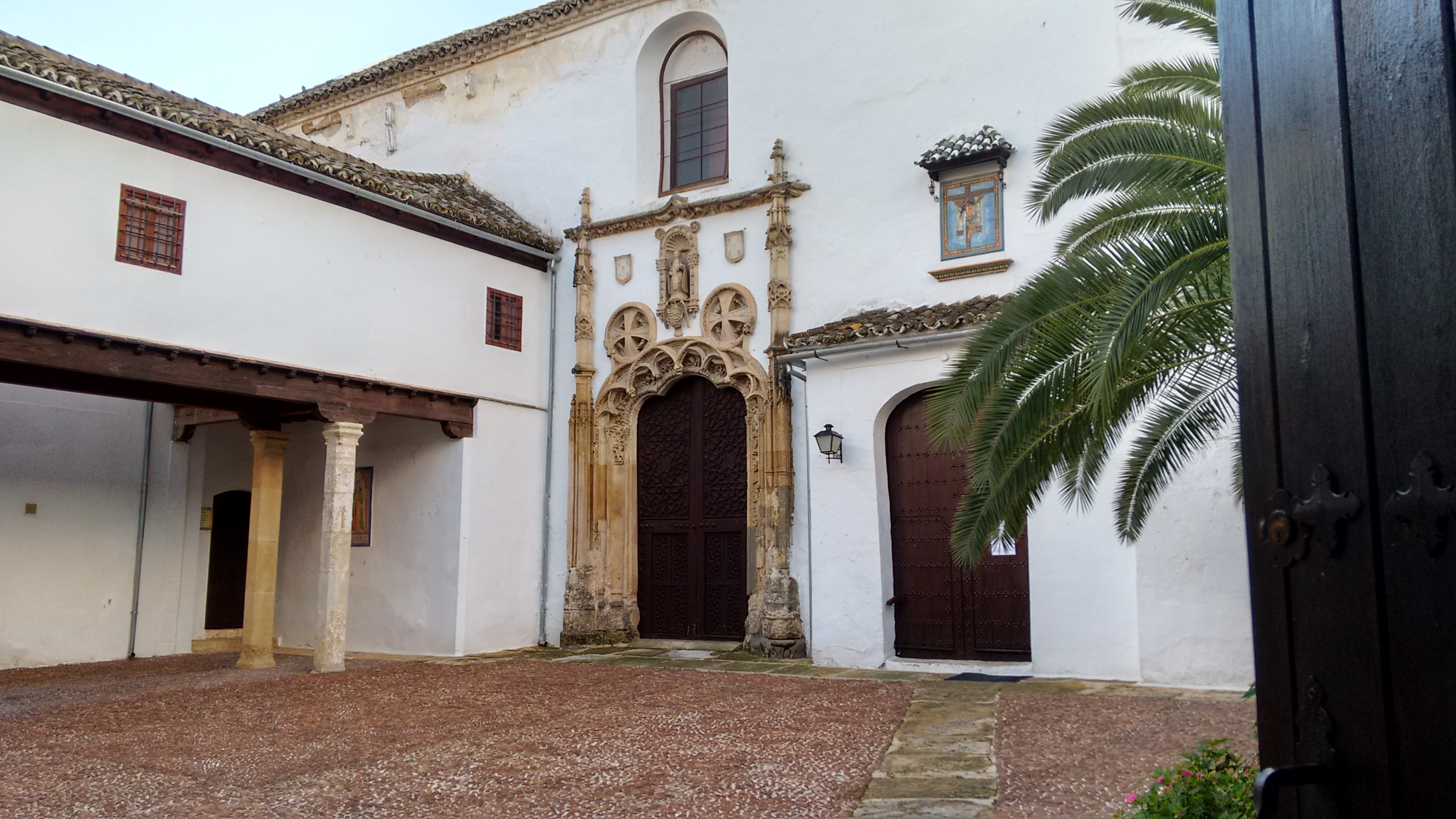
Imagen de la portada del Convento de Santa Clara de Montilla, declarado Bien de Interés Cultural.

Igualmente magnífica es la portada gótico-renacentista, con evidentes relaciones con la obra del primero de los Hernán Ruiz. Entre pináculos, se abre en arco trilobulado con cardina gótica y una compleja tracería de arquillos cruzados, cuya exuberancia ha hecho pensar en el gótico manuelino. La parte de remate se ajusta mejor a un temprano plateresco, como se ve en el nicho de Santa Clara y en sus pilastrillas.
Este convento está declarado Monumento Histórico Nacional y en su interior alberga importantes obras de arte. Es la joya de las iglesias de Montilla y está considerado como una de las joyas más importantes del patrimonio conventual andaluz: arquitectónica, pictórica y escultóricamente, así como por su traza arquitectónica. La colección de Niño Jesús, en sus distintas advocaciones, son una joya. Religiosamente dispone de una cantidad de reliquias sin parangón. El convento cuenta con pequeños oratorios y capillas profusamente decoradas. El convento incluso tiene un lignum crucis.
Las monjas de clausura elaboran exquisitos dulces que se pueden adquirir a través del torno conventual. Su fachada exterior junto al Arco de Santa Clara es uno de los más bellos rincones de Montilla.

### Convento de Santa Ana
El convento, de estilo toscano, se erigió sobre una antigua mezquita en la primera mitad del siglo XVI. Fue construido en 1594 para franciscanas concepcionistas. A partir de 1630 y hasta el año 1645, se realizó la edificación de la iglesia, que presenta tres naves, con crucero cubierto por cúpula con yeserías sostenidas por columnas de orden toscano y arcos de medio punto que separan los tres espacios. Destacan las yeserías de la cúpula y las pechinas, que tienen evidente parentesco con otros conjuntos yeseros contemporáneos de la ciudad.
El retablo Mayor, uno de los conjuntos artísticos más importantes de Montilla, está presidido por la talla de una Inmaculada barroca, obra de Pedro Roldán y se completa con otras imágenes escultóricas. Hay que destacar el retablo de la izquierda dedicado a San José, obra de Gaspar Lorenzo de los Cobos. La decoración se remata con otros retablos menores diseminados por los laterales, como la Dolorosa, obra de (Duque Cornejo, siglo XVIII). Los exteriores son sencillos, incluso la portada de la iglesia, aunque resulta muy hermosa su espadaña, que sólo puede equipararse a la de Santa Clara, también del siglo XVII.
El retablo mayor alberga seis imágenes de Pedro Roldán de mediados del XVII y es uno de los conjuntos artísticos más importantes de Montilla.

### Iglesia-Oratorio de San Luis
Hoy día está adjunta a un establecimiento educativo, pero fue construida por los marqueses de Priego y duques de Medinaceli en 1655 para celebrar el nacimiento de su primer hijo varón, fue terminado en 1655. El templo es muy sencillo y característico de la arquitectura montillana de entonces, con yeserías con los blasones de los fundadores. Destacan los detalles barrocos, retocados posteriormente por las distintas comunidades religiosas que se han encargado del centro de enseñanza al cual pertenece la iglesia, los característicos blasones en yesería y el arte de cerrajería, obra de fina artesanía cordobesa.

### Iglesia-Santuario de María Auxiliadora
Es el templo del colegio salesiano de Montilla, cuyo origen se remonta a 1899. La construcción, de estilo neogótico, comenzó en verano de 1929 sobre los terrenos del antiguo cementerio de la Veracruz, junto al Castillo. Cuenta con amplia nave única, terminada en una cabecera poligonal. El retablo mayor es de madera policromada y dorada, datando de 1927, lo mismo que la Virgen titular del 1900. La imagen de María Auxiliadora fue canónicamente coronada por el obispo de Córdoba, Fray Albino González, el 14 de mayo de 1950, en la plaza de la Rosa. Es la imagen más grande, dos metros, y de las más antiguas de la Inspectoría.
Pese a su pobre arquitectura, en el interior del Santuario se cuidó la ornamentación neogótica, de la que destacan los retablos, la bóveda de crucería y las vidrieras. Sin embargo, lo más interesante de este templo es el retablo de San Francisco Solano obra de los hermanos Garnelo (1939), que curiosamente rompe con la línea neogótica del conjunto. En el año 1976 el templo fue desmantelado pese a la oposición del pueblo montillano, empezando a usarse como salón de usos múltiples, en el que se llegaron a celebrarse mítines de los principales partidos políticos durante los años de la Transición.
Cinco años después, se aceptó la iniciativa popular de la recuperación del templo, abriéndose de nuevo al culto en 1983, tras más de un año de trabajos de recuperación de tres de los antiguos retablos y otros ornamentos. En 1988 se reconstruyó el campanario, que también había sido derribado.

### Iglesia y convento de San Agustín
Fundada en 1520 y situado en el Llano de San Agustín, la iglesia y el convento han sido declarados Bienes de Interés Cultural, ya que es de lo poco que se conserva de la Orden Agustiniana. El origen del convento se encuentra en una antigua ermita, reconstruida en 1518 por Alonso Sánchez, el Recio de León, quien estipuló en su testamento la cesión de la misma para la fundación de un convento agustino.
Un año después de esto comienzan las obras de la iglesia. Construida en el siglo XVII, y a lo largo del siguiente siglo, se realizan obras de reforma, en 1748, incluyendo la construcción de un nuevo claustro, lo único junto con el templo conservado del primitivo edificio, y nuevas cubiertas. Tras la desamortización de los bienes eclesiásticos pasa a ser hospital municipal, desde el año 1835. Diez años después, se instalan allí los hermanos de San Juan de Dios. Entre 1884 y 1885 se reconstruyen la techumbre y el coro, que se habían hundido, financiado por el ayuntamiento.
La iglesia posee planta de cruz latina, de una nave cubierta con bóveda de cañón rebajada dividida en tres tramos y coro alto a los pies. El crucero se define por pares de gruesas columnas en esquina, y se cubre con bóveda elíptica sobre pechinas; los brazos del crucero y la cabecera lo hacen con bóvedas de cañón con lunetos. El presbiterio, de dos tramos y elevado, tiene sus paramentos laterales articulados por pilastras de orden toscano y dos grandes enmarques de yeserías que albergan pinturas al óleo con escenas alusivas a San Agustín. En el lado del Evangelio, un arco cerrado por una reja de madera da paso a la capilla de Jesús Nazareno, erigida bajo el patronazgo de los Fernández de Córdoba entre 1677 y 1689, cuya planta repite la de la iglesia. En el lado de la Epístola se encuentran tres hornacinas con retablos y la conexión con el claustro. Este, levantado a mediados del siglo XVIII, centraba el antiguo edificio conventual. Presenta planta cuadrada con pandas de cinco vanos en cada lado. En planta baja tiene columnas de mármol rojo de Cabra que soportan arcos de medio punto de rosca moldurada con clave resaltada y motivos ornamentales en las enjutas entre los que destacan los corazones alusivos al fundador.

### Iglesia de San Juan de Dios
Antiguo convento-hospital, erigida en la zona donde estuvo la antigua ermita de Santa Catalina. Su origen se remonta a 1601 y renovó su iglesia en el siglo XVIII, entre los años 1765 y 1770. La fachada es de inspiración neoclásica; sin embargo, presenta una planta octogonal atribuida a Fray Francisco Álvarez, aparejador de Bada en las iglesias hospitalarias de Granada y Lucena. En el presente se utiliza como salón municipal de exposiciones y de actos culturales. Se trata de un edificio sencillo en su presentación, pero con un trazado sumamente original y único en la provincia. Destacar que es el lugar citado por Miguel de Cervantes en su obra El Coloquio de los Perros (Novelas Ejemplares, 1613).

### Iglesia de la Merced
Templo de los años cincuenta; sin embargo desde el siglo XVI existió una ermita con ese nombre. Presenta única nave que evoca el aspecto de las construcciones del gótico popular. Su fachada aparece coronada por una espadaña de dos cuerpos de traza barroca andaluza. Esta iglesia es lugar de referencia en la Romería de la Virgen de las Viñas y en las celebraciones religiosas de la Fiesta de la Vendimia.

### Ermita de El Santico

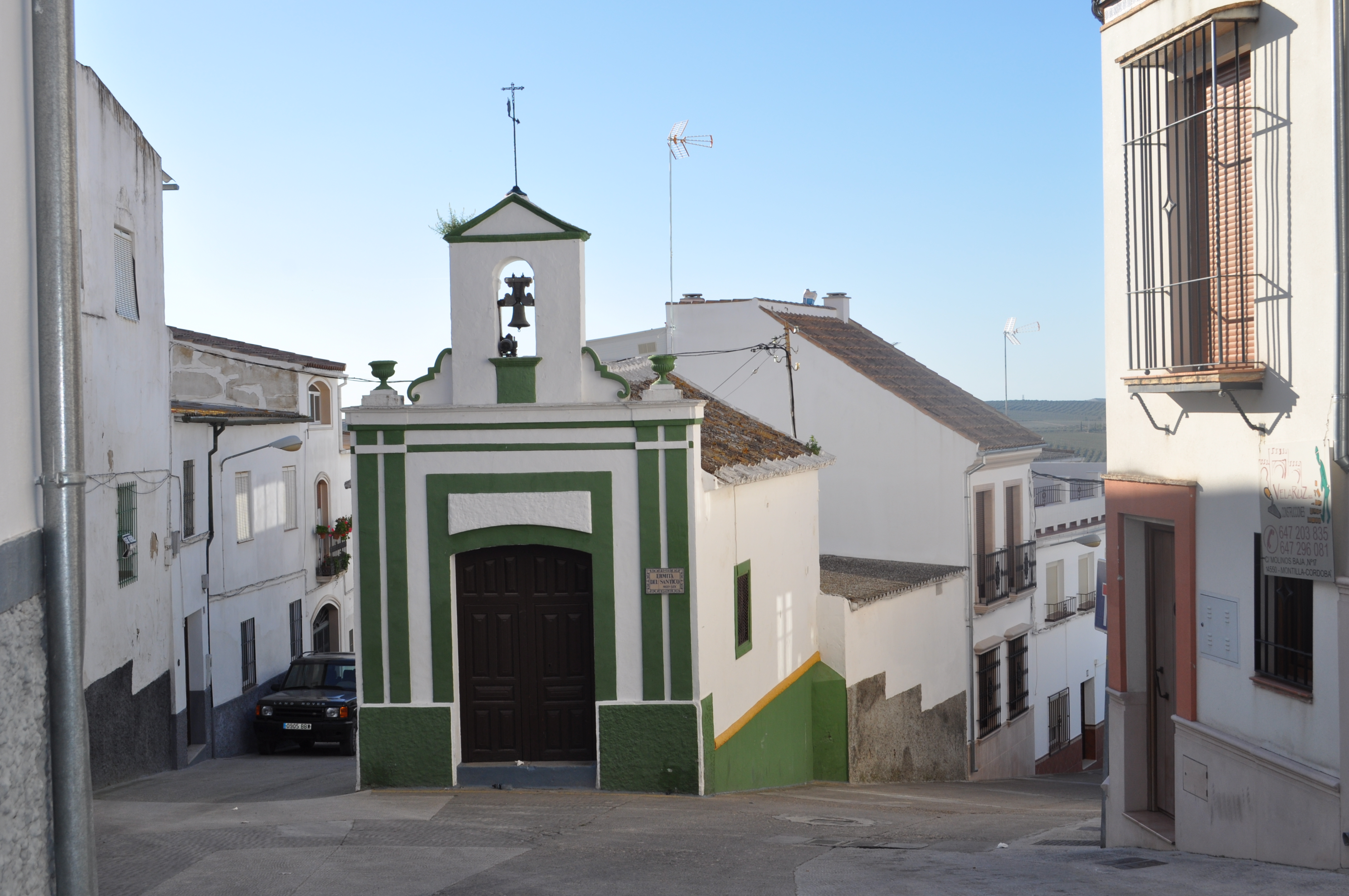
Ermita de "El Santico".

Construida en 1821 a merced de la iniciativa de Alonso Delgado y costeada por el gremio de curtidores y zapateros. Es de pequeñas dimensiones con tejado a dos aguas, espadañas con campana y en el interior planta de salón. La ermita fue erigida en el barrio de Tenerías, muy relacionado con los milagros del Santo. Según la tradición, san Francisco Solano, siendo niño, se paraba a descansar cuando iba a la huerta de Las Minas a llevar comida a su padre, Mateo Sánchez Solano, quien cultivaba la tierra en la Huerta. En su camino hasta el paraje de Huelma, el pequeño Francisco solía detenerse en la calle Córdoba con los muchachos desfavorecidos de Las Tenerías, a quienes entregaba, además de sus enriquecedoras enseñanzas, algunas limosnas y parte del fardel que llevaba a su progenitor.

### Ermita de San José
Situada en la calle a la que da nombre desde el siglo XVI, perteneció a la cofradía del gremio de los carpinteros. Edificada durante el primer tercio del siglo XVI, fue ampliada posteriormente en 1703 con el anexo de doble arcada sobre gruesa columna toscana. El interior está organizado en dos naves de diferente tamaño, en la mayor hay un retablo de estilo barroco estofado en oro, de estilo barroco decadente, con escenas de la muerte del Santo y a los laterales, lienzos con escenas de su vida.

### Ermita de la Rosa
Construida en la plaza de la Rosa de Montilla, su origen se remonta al siglo XVI. Fue costeada con la aportación económica popular. Sufrió una gran transformación en 1763. El edificio es de una sola nave con bóveda de cañón decorada interiormente con leve yesería. La iglesia posee un coro alto de planta cóncava. La portada es dieciochesca de jaspe rojo. Destacan el retablo mayor rococó en madera policromada y el Cristo de la Columna del escultor local Juan de Mesa, "el Mozo" (no confundir con el escultor cordobés Juan de Mesa y Velasco, autor del Gran Poder de Sevilla entre otros), de 1601.

### Ermita de Belén
Construida en 1662 (aunque hay escritos que determinan que pudo haber existido un siglo antes) por Francisco Mazuelo en el sitio conocido como Cristo de los Caminantes, fundando también la cofradía de Nuestra Señora del Pópulo. Sin embargo, tuvo que ser reedificada en los años 1808–1820. Su nombre viene por la gran popularidad y veneración que alcanzó en el siglo XVIII la imagen allí ubicada de la Virgen de Belén, a la cual se le eliminó la vestidura labrada y se le incorporó nuevos ropajes. El templo posee varios altares y coro alto, en su interior destaca la imagen de Nuestra Señora de Belén, de la segunda mitad del siglo XVII.

### Ermita de la Paz
Se trata de un pequeño templo en el interior de la casa-oratorio de San Juan de Ávila, apóstol de Andalucía, fundado por los marqueses de Priego en 1547. La ermita es un espacio rectangular con un sencillo retablo de decoración barroca que contiene la efigie de Nuestra Señora de la Paz, un crucifijo barroco del siglo XVII; una valiosa talla policromada de Santa Ana, de excelente traza barroca, de ese mismo siglo y atribuida a Pedro Roldán y algunos lienzos entre los que sobresale el del Beato Pedro de Madrid.

### Ermita de la Sagrada Familia
La ermita, de 250 m², tiene capacidad para 110 personas, con un diseño vanguardista y de notoria belleza, es particularmente novedoso el hecho de que la fachada principal está cerrada por placas de cristal blindado, lo que le proporciona luz y comunicación con el exterior. La arquitecta, constructores y autores del sagrario, el cristo, la cruz, el cuadro de la Sagrada Familia y el mobiliario son todos procedentes de la ciudad de Montilla. Su construcción se debe a la existencia de una barriada en la parroquia de San Sebastián, que incluye la mitad de la feligresía, con inconvenientes para el acceso al templo parroquial a causa de lejanía y cuestas. Terminada en el 2010, año del cuarto centenario de la muerte de san Francisco Solano.

### Capilla del Sagrado Descendimiento
Compuesta de un pasillo largo, con techo y bóvedas de medio punto, con un pequeño coro en la parte superior. En el fondo, el altar Mayor de la capilla lo componen un telón de terciopelo negro con dosel del mismo color y galones dorados y en el centro, la Imagen del Señor del Descendimiento con la Virgen de la Encarnación a sus pies.

### Capilla del Beato Miguel Molina
Capilla ubicada dentro de las dependencias del colegio salesiano San Francisco Solano. Fue inaugurada en 1976 con la finalidad de sustituir al Santuario de María Auxiliadora, que había sido desmantelado en las polémicas reformas llevadas a cabo en el colegio en los años 1970. Tras la recuperación del Santuario en 1983, esta capilla continuó abierta al culto, aunque en una reforma posterior vería reducidas sus dimensiones, perdiendo una de las dos alas que la conformaban originariamente. En el año 2007, con motivo de su beatificación, fue dedicada al mártir presbítero salesiano y montillano Miguel Molina de la Torre (1887-1936), ejecutado a comienzos de la Guerra Civil por milicianos.

## Museos

### Museo Histórico Local
El Museo Histórico Local de Montilla, a partir de las diferentes salas repletas de interesantes fondos, el visitante puede hacer un recorrido por la historia local: desde la Prehistoria hasta la Edad Moderna; explicando las culturas íbera, romana, musulmana, visigoda y cristiana, con la finalidad de proteger, conservar, difundir e investigar el rico y variado patrimonio arqueológico e histórico perteneciente a esta ciudad de la Campiña cordobesa. El Museo Histórico Local de Montilla ostenta titularidad municipal, siendo gestionado paralelamente por la Asociación de Arqueología Agrópolis. Este Museo se incorporó en el Registro de Museos de Andalucía en 1997.

### Museo Garnelo

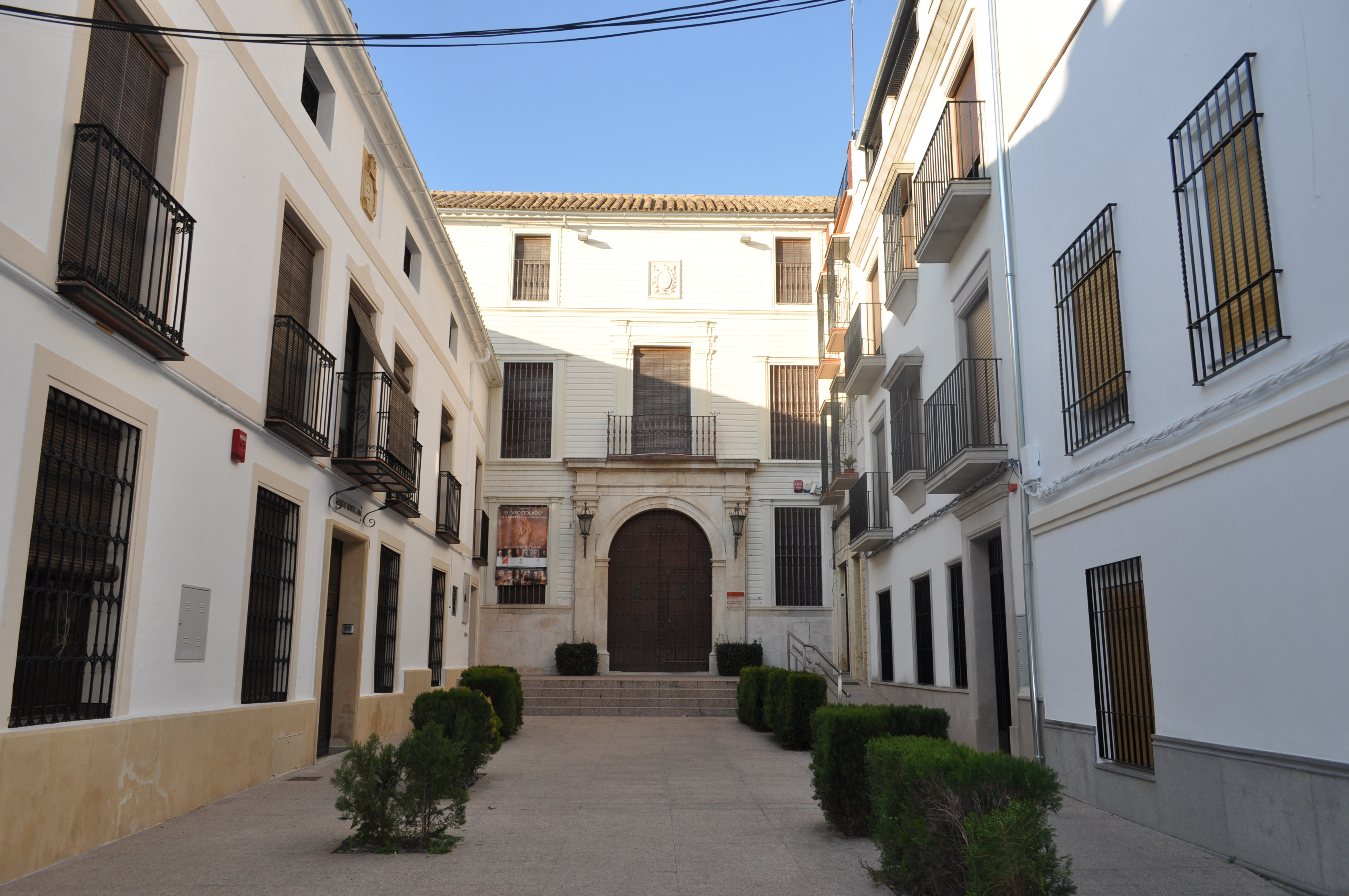
Casa de las Aguas, sede del Museo Garnelo de Montilla y de la Fundación Biblioteca Manuel Ruiz.

El Museo Garnelo despliega sus fondos ocupando ocho salas de la Casa de las Aguas, el vestíbulo y la escalera principal de acceso a la primera planta del edificio, y los paramentos constitutivos de las cuatro galerías acristaladas recayentes al patio. Las 180 obras que componen la colección han sido especialmente seleccionadas para que la visita a la institución constituya un recorrido ampliamente representativo de las distintas etapas y múltiples facetas del artista, con objeto de que el espectador pueda valorar con justeza la auténtica dimensión y la excepcional valía de la producción del pintor. Alberga el Museo Garnelo (la mayor colección de pinturas de José Garnelo y Alda) y la Fundación Biblioteca Manuel Ruiz Luque con más de 30 000 volúmenes, siendo la mayor recopilación de historia local de España.

### Casa Museo del Inca Garcilaso
La primera referencia a este inmueble aparece en el año 1557, cuando el capitán Don Alonso de Vargas la adquiere como residencia. En 1950, el historiador peruano Raúl Porras Barrenechea, con la colaboración del escritor montillano José Cobos, identifican este inmueble como la casa en la que durante treinta años vivió el Inca Garcilaso, siendo posteriormente adquirida por el conde de La Cortina que la dona a la ciudad de Montilla. En la planta baja de la vivienda se encuentra el despacho donde El Inca desarrolló gran parte de su obra. En la mesa escritorio, flanqueada por las banderas de Perú y los Pueblos Indígenas, se exponen cofres con materiales constructivos de la casa de Cusco donde nació El Inca, donados por el Gobierno peruano. También se encuentran en la sala dos cetros de mando peruanos y una edición original portuguesa de 1609 de los Comentarios Reales de los Incas. Junto al despacho de El Inca se halla una de las salas de mayor tamaño: la biblioteca, presidida por un cuadro de Cervantes y un busto de San Juan de Ávila. Alberga un millar de ejemplares de temas relacionados con Iberoamérica. La puerta fue realizada y tallada a mano en el siglo XIX. La casa cuenta con la única bodega pública, anteriormente era la cocina de la vivienda, de la localidad, donde se encuentran las llamadas Botas Reales, grandes barriles firmados por los reyes Alfonso XIII, Juan Carlos I y la reina Sofía. En ella se celebran actos como la entrega de llaves de la casa al Capataz de Honor de la Fiesta de la Vendimia, simbolizando la custodia de los caldos de la Denominación de Origen Montilla-Moriles. Desde la antesala de la bodega se accede a otro patio, el de Los Limones, que se utilizaba antiguamente como salida de caballos. Además de grandes limoneros, se puede contemplar un magnolio, una prensa vertical y una reja de forja perteneciente a la antigua cárcel de Montilla. En el interior de este sobrio edificio, se encuentra el centro de información al turista de Montilla.
Museo del Gran Capitán. En la planta superior del castillo. Fue inaugurado en mayo de 2025, honrando la memoria de hijo más ilustre de Montilla y Virrey de Nápoles, Gonzalo Fernández de Córdoba. 

### Envidarte. Centro de interpretación de Arte y Vino
Construido sobre una antigua nave industrial rehabilitada, Envidarte combina en un mismo espacio colecciones permanentes(referidas a la cultura del vino) con exposiciones temporales de diferente temática. Este centro de interpretación es sede del Consejo Regulador de la Denominación de Origen Montilla-Moriles.

### Museo del Aceite "Juan Colín"
Referente de la historia y la cultura del aceite de oliva virgen extra. En él se conservan y difunden el legado oleícola y los antiguos sistemas de producción del aceite, así como los sistemas de extracción de aceite que se han utilizado en la finca Juan Colín en épocas anteriores. La "Finca Juan Colín" data de finales del siglo XVI. Su nombre se debe a Juan Colín, quien ocupó los cargos de teniente alcalde y alguacil de la ciudad de Montilla. La finca que lleva su nombre se dedicó en un primer momento a la cría de caballos, actividad que le confirió gran reconocimiento en esta época como recogen varios textos de la historia local y que ha sido reflejada en el museo con un cuadro de grandes proporciones referente al mundo del caballo, cuya autora es la afamada pintora montillana María José Ruiz López. Posteriormente se ha desarrollado la actividad de Molino de Aceite utilizando varios sistemas en su modo de extracción. En el siglo XX también se desarrolló la actividad vinícola.

### Galería de Arte "José Pedraza"
Galería de arte, situada en pleno centro de la localidad, que recoge las obras de multitud de artistas, tanto montillanos como foráneos en sus instalaciones.

## Zonas verdes y parques
Montilla es, tras Priego de Córdoba, el municipio cordobés con más fuentes y manantiales inventariados. La provincia tiene inventariadas 333, de las que 56 están en Priego y 30 en Montilla, 22 en Carcabuey y 20 de Lucena. La Agencia Andaluza del Agua de la Consejería de Medio Ambiente ha iniciado en la ciudad actuaciones de conservación y puesta en valor del patrimonio de fuentes y manantiales de Andalucía. Se ha valorado la labor de conocimiento y recuperación de las fuentes y los manantiales llevada a cabo en Montilla, municipio que posee desde hace tiempo iniciativas de divulgación y conservación de estos puntos de agua promovidas desde la Agenda 21 y el Ayuntamiento.
El Excelentísimo Ayuntamiento de Montilla ha iniciado un programa didáctico concebido por las áreas de Medio Ambiente y Patrimonio del Ayuntamiento mediante el que se pretende potenciar el conocimiento de estos hitos naturales y del entorno que las rodean dada la importancia histórica y ambiental de los puntos de agua que existen en el término municipal de Montilla.
Además, se han realizado rutas por estos puntos de agua para también dar a conocer su importancia.
La ciudad cuenta con un gran número de espacios verdes y parques infantiles en el casco urbano, dos de ellos son los parques más antiguos de la provincia, el paseo de Cervantes, iniciado en 1817, marcando el final del casco urbano con unos arcos de estilo neomudéjar que fueron derribados en 1962. Este paseo aún conserva la antigua glorieta de los músicos, vestigio de antiguas atracciones populares. En el centro, junto a fuentes de agua, destacan las esculturas que simbolizan el mestizaje entre España y Perú, en alusión al Inca Garcilaso de la Vega, y el parque de Las Mercedes, proyectado por el Ayuntamiento en 1848, construido en 1853 y remodelado en 1988, está localizado al oeste del núcleo de población en la parte más nueva del mismo. Cuenta con monumentos al Gran Capitán y a san Francisco Solano, así como árboles centenarios. De la época de su construcción aún conserva la escalinata de acceso y las dos casetas de planta poligonal que la flanquean, dentro de las cuales se encontraban unos monos, que han dado el sobrenombre de "Paseo de los monos" a este parque.
Los parques más grandes e importantes de la ciudad son el parque "Tierno Galván", situado fuera del casco urbano de Montilla, cuenta con superficie de aproximadamente 23 hectáreas, con zonas para la práctica de deporte, dos zonas de juegos infantiles, una zona de petanca y otra de skate y grafitis. Con la última remodelación se introdujeron plantas autóctonas como encinas, algarrobos, espino albar y madroños, entre otros. El parque Párroco Antonio Gómez, situado en el barrio de El Gran Capitán, cuenta con una pista deportiva mini, zona de juegos para mascotas y zona para el relax y la lectura.
Del mismo modo, en todo el casco urbano de la ciudad se encuentran más parques, pero de menor tamaño que los mencionados anteriormente, equipados con juegos para los niños.

## Reciclaje
La ciudad de Montilla cuenta con un punto limpio fijo en el polígono industrial Llanos de Jarata de la localidad, abierto de lunes a sábado.
La ciudad participa junto con otras en el programa Ciudad 21 puesto en marcha el año 2002 como consecuencia de un convenio entre la Federación Andaluza de Municipios y Provincias (FAMP) y de la Consejería de Medio Ambiente de la Junta de Andalucía para mejorar el medio ambiente andaluz, su paisaje rural y para poder alcanzar el desarrollo sostenible.
Además, aparte de los contenedores soterrados de reciclaje de vidrio, papel, plástico y basura orgánica; en Montilla, por iniciativa de un empresario de la localidad, se han instalado contenedores naranjas para la recogida selectiva de aceites domésticos usados. Estos contenedores cuentan con una capacidad para 200 litros de aceite, cada contenedor está dotado de varios sistemas de seguridad que impiden su apertura fortuita y su vuelco, minimizando al máximo el riesgo de incendio. Los contenedores serán instalados en Montilla, Santaella y La Rambla.

## Economía
El sector económico más fuerte de corresponde a los servicios, ya que la ciudad centraliza las actividades comerciales y las funciones administrativas de los pueblos de su entorno. Montilla es, además, sede comarcal de los principales organismos e instituciones y cabecera de comarca, por lo que se suele hablar de la subcomarca "Campiña de Montilla".
Montilla se sitúa en una zona de las más dinámicas de la provincia, junto con la Subbética, por su posición, los servicios que ofrece y su población. Montilla influye de manera notoria en Montemayor, Moriles, Espejo, Montalbán, Aguilar de la Frontera, Fernán Nuñez, La Victoria, San Sebastián de los Ballesteros, Santaella y La Rambla. Por lo tanto, la ciudad influye en los casi 70 000 habitantes de todas estas localidades cordobesas.
El desarrollo de este sector servicios explica la existencia del gran número de bares y restaurantes, establecimientos de ocio y diversión presentes en todo el casco urbano, en la periferia e incluso en el polígono industrial Llanos de Jarata I. La ciudad cuenta con un pabellón deportivo, un polideportivo, piscinas al aire libre, piscina climatizada, salas de exposiciones, recinto para ferias y exposiciones...
Cabe destacar que la renta media de los montillanos es una de las diez más altas de toda la provincia de Córdoba.
Tras el sector terciario le sigue en importancia el secundario, con la industria agroalimentaria y el sector del frío industrial, con la presencia, entre otros, del Grupo Ciat en la ciudad; de hecho, la planta de producción ubicada en Montilla cuenta con 40 000 metros cuadrados, lo que supone el 30 por ciento de toda la superficie industrial de la multinacional francesa, en el polígono industrial de Llanos de Jarata I. Además, cabe destacar que Montilla y Lucena concentran once empresas principales del sector del frío industrial, que facturan alrededor de 190 millones de euros y emplean a cerca de 1370 personas. Asimismo, destaca que el 50 % de las máquinas de aire acondicionado que existen en los centros comerciales de toda España son procedentes de Montilla. Además, encontramos en Montilla una fuerte industria del sector textil, con empresas como Rioma, que fue pionera en el sector y la primera empresa textil de Andalucía, iniciando su andadura con una plantilla compuesta por diseñadores, comerciales y operarios. Entre los éxitos de la empresa montillana encontramos loneta Neón, un tejido creado por Rioma que llegó a ser el más vendido a nivel mundial desde los años 1980 hasta la primera década del siglo XXI y Baghera, hoy conocido popularmente como suede, el tejido de tapicería y confección más vendido a nivel mundial. Rioma distribuye sus productos en más de 80 países y es pionera en Europa en el uso de la estampación convencional, digital y láser. A día de hoy podemos encontrar diseños de Rioma en el mundo de la moda y hogar-decoración.
El sector con menor peso en la economía montillana es el primario, el cual ha visto mermada su importancia en detrimento del sector servicios. La industria vitivinícola en la actualidad representa menos del diez por ciento de la economía local.
Destaca dentro de este sector la producción de aceite de Montilla, participando en la Denominación de Origen Protegida de aceites de Lucena, junto con Aguilar de la Frontera, Benamejí, Encinas Reales, Iznájar, Lucena, Monturque, Moriles, Puente Genil y Rute, siendo el aceite montillano reconocido y premiado por esta Denominación de Origen. Esta Denominación de Origen abarca 126 747 ha, de las cuales 72 438,44 ha, se dedican al cultivo del olivar. La D.O.P protege los aceites de oliva vírgenes extra producidos a partir principalmente del olivo hojiblanco (en todos los municipios se cultiva en un porcentaje superior al 90 %, excepto en Iznájar (86 %) y Montilla (entre el 50 % y el 60 %).
Cabe, sin duda, destacar la importancia de la reconocida a nivel internacional D.O.P Montilla-Moriles, que ampara a Aguilar de la Frontera, Montilla, Moriles, Doña Mencía, Montalbán de Córdoba, Monturque, Nueva Carteya y Puente Genil, así como en parte de Baena, Cabra, Castro del Río, Espejo, Fernán-Núñez, La Rambla, Lucena, Montemayor y Santaella; todos ellos situados en la provincia de Córdoba. Desde los años 60, Montilla se ha establecido como uno de los focos económicos más importantes de la provincia de Córdoba y se confirma como parte del triángulo de ciudades consideradas “motor de la economía cordobesa”.
Actualmente, Montilla observa un considerable aumento del turismo, ya que en los últimos años ha duplicado el número de visitantes que llegan a la localidad, ya sea atraídos por el ingente patrimonio religioso montillano, fruto de la longeva historia de la ciudad, o el civil. Los turistas también son atraídos con el Trieno Jubilar en honor a san Juan de Ávila, doctor universal de la Iglesia y santo patrón del clero español. Asimismo, la Ruta del Vino de Montilla-Moriles y las numerosas bodegas con las que cuenta la ciudad hacen de Montilla todo un referente turístico en la provincia. Para promocionar el turismo, el Ayuntamiento de Montilla ha difundido la imagen de la localidad en ferias del turismo como FITUR, convocando a periodistas internacionales especializados en turismo o instalando varios puntos de información al turista a lo largo de la ciudad, siendo la primera ciudad de España no capital de provincia en tener una máquina que sirve como punto de información.

### Evolución de la deuda viva municipal
El concepto de deuda viva contempla sólo las deudas con cajas y bancos relativas a créditos financieros, valores de renta fija y préstamos o créditos transferidos a terceros, excluyéndose, por tanto, la deuda comercial.
| Gráfica de evolución de la deuda viva del Ayuntamiento de Montilla entre 2008 y 2022                                  |
| |
| Deuda viva del Ayuntamiento de Montilla, en miles de euros, según datos del Ministerio de Hacienda y Función Pública. |

## Comercio y ocio
La ciudad de Montilla se enmarca su término municipal en la Campiña Alta, localizándose el núcleo de población en el centro del mismo. Montilla es cabecera de comarca, por lo que se suele hablar de la subcomarca Campiña de Montilla. Podemos encontrar en Montilla multitud de franquicias, tiendas, hipermercados... a lo largo del municipio y lugares de ocio, como el elevado número de bares y restaurantes que recorren la ciudad hasta el Polígono de Llanos de Jarata I, localizado en las afueras de la ciudad, donde también se encuentra la discoteca de la localidad, el Complejo Jarata. En la actualidad, Montilla ha iniciado los trámites para el reconocimiento de su centro comercial abierto, que atrae cada año a compradores de toda la comarca y de fuera de esta. La ciudad cuenta con establecimientos de ocio y diversión presentes en todo el casco urbano, así como pabellón deportivo, polideportivo, piscinas al aire libre, piscina climatizada, salas de exposiciones, recinto para ferias y exposiciones, museos...
Además, el Ayuntamiento de Montilla promueve una gran cantidad de eventos y festivales a lo largo del año, atrayendo a multitud de personas, de la localidad y de fuera de esta.

## Sanidad
Montilla cuenta con un centro de Salud y un centro de Salud Mental, que asiste a vecinos de otras localidades, dependiente del Servicio Andaluz de Salud, situado en la avenida de Andalucía. Asimismo, la ciudad cuenta con una serie de clínicas privadas, centros de diagnóstico por imagen, etc.
En las afueras de la localidad se asienta el Hospital Comarcal de Montilla, inaugurado el 24 de febrero de 2004, logrando consolidar el modelo de funcionamiento de Alta Resolución, de cual el centro ha sido precursor en la provincia de Córdoba. La actividad asistencial de este hospital ha supuesto a los habitantes de la zona de referencia del hospital un ahorro de alrededor de 2,5 millones de desplazamientos al anterior centro de referencia, el Hospital Universitario Reina Sofía de la capital cordobesa o el Infanta Margarita de Cabra (Córdoba). Uno de los pilares que sustenta la Alta Resolución es la consulta en acto único, es decir, el paciente es atendido en el mismo día por el médico, se le realizan las pruebas y vuelve a casa con el diagnóstico y el tratamiento a su problema de salud, evitando desplazamientos, ahorrando tiempo.
El Hospital de Montilla atiende a una población de referencia cercana a los 64 000 habitantes, repartidos entre los municipios de Aguilar de la Frontera, Fernán Núñez, La Rambla, Montalbán, Montemayor y Montilla. Además, la Unidad de Medicina Intensiva (UCI) de este hospital comarcal ha sido calificada como una de las cinco mejores a nivel nacional, superando a hospitales de mayor envergadura y de referencia nacional en los premios "Best in class", quienes, concretamente, en 2010 otorgaron a la UCI de este hospital una Mención de Honor.

## Educación
En Montilla existen cinco centros que imparten la educación secundaria obligatoria, los dos primeros públicos y el resto, concertados. El nombre de estos centros son:
- IES Inca Garcilaso (bilingüe), impartiendo además bachillerato, ciclos formativos, educación secundaria de Personas Adultas y Bachillerato de personas adultas.
- IES Emilio Canalejo Olmeda, impartiendo además bachillerato y ciclos formativos.
- Centro de bachillerato San Juan de Ávila, de carácter privado, imparte bachillerato en las instalaciones del colegio salesiano de Montilla
- Colegio salesiano San Francisco Solano (bilingüe)
- Colegio San Luis y San Ildefonso
- Colegio La Asunción

La ciudad cuenta con ocho centros de educación primaria, los cinco primeros de carácter público:
- Beato Juan de Ávila.
- Gran Capitán (bilingüe).
- Vicente Aleixandre.
- San Francisco Solano.
- San José.
- Colegio Salesiano: San Francisco Solano (bilingüe).
- Colegio San Luis y San Ildefonso.
- Colegio La Asunción.

Montilla será sede de la Escuela Nacional de Guarderío, dirigida a la formación de guardas rurales en el ámbito privado, marítimo y de caza. Asimismo, en la localidad se encuentran múltiples entidades privadas que ofertan ciclo formativos como el Campus Novella en el ámbito de la formación estética.
En la ciudad se encuentran el CASE Dumbo, CEI Luna Lunera, CEI Tres Pasitos, CEE El Molinillo, CEP Priego-Montilla, C.F.P.E. Santa María Novella, C.F.P.O. Montilla y los CP Ana Ximénez y CP Virgen de Las Viñas, así como el Centro Público de Educación Permanente de Adultos 'Antonio Gala', el Conservatorio Elemental de Música 'Luis Bedmar Encinas' y la Escuela de Música. Los edificios de los antiguos CP El Castillo, CP Reyes Magos y CP Ernesto Olivares, hoy desafectados de educación, acogen otras iniciativas de carácter cultural y social.

## Comunicaciones
La comunicación por ferrocarril en Andalucía tiene su gran estrella en el AVE, línea española de alta velocidad, que une Madrid con Sevilla en menos de tres horas y Córdoba con Sevilla en 40 minutos. Montilla cuenta con estación de ferrocarril propia, dentro de la línea Córdoba-Málaga de ancho ibérico, aunque la apertura de la línea AVE entre Madrid y Málaga en diciembre de 2007 hizo que perdiera esa conexión. Montilla tiene una ubicación preferente respecto de las principales vías de comunicación de Andalucía.
En cuanto al transporte público por carretera, cada 45 minutos, aproximadamente, salen autobuses que comunican Montilla con la capital de la provincia, Córdoba, y viceversa, en un recorrido de unos 50 minutos, además de con otros puntos de la geografía andaluza y española, como Málaga, Madrid, Granada y toda la provincia de Córdoba. Montilla cuenta con estación de autobuses de líneas interurbanas. La ciudad está situada al borde de la autovía A-45 Córdoba-Málaga, a unos 25 minutos de la capital cordobesa y a tan sólo una hora de Málaga y su Costa del Sol, o a 80 minutos de Sevilla o Granada. Desde el centro de la península, a Montilla se puede acceder por la Autovía de Andalucía (440 kilómetros desde Madrid). Debido a la poca distancia entre la ciudad y la Costa del Sol o Granada, es posible disfrutar con gran comodidad y asiduidad, tanto de las cálidas playas mediterráneas o atlánticas, como de la nieve, esquiando en las magníficas pistas de Sierra Nevada.

### Autobuses Urbanos
Montilla cuenta con dos líneas de autobús. La primera recorre toda la ciudad y la segunda va desde el centro hasta el Hospital Comarcal de Montilla. El bus llega a las distintas paradas habilitadas en franjas de 30 minutos aproximadamente.

## Medios de comunicación
- Montilla Televisión
- Onda Cero Radio
- Nuestro Ambiente
- La Corredera
- Montilla Digital

## Gastronomía
La privilegiada situación geográfica de Montilla le ha permitido contar siempre con variados y frescos productos, como los pescados de Málaga, carnes de la sierra y verduras de las huertas que, realzados con los diferentes vinos de la tierra, han dado lugar a muy personales recetas, como son las alcachofas a la montillana y los riñones al Montilla.
Como primeros platos fríos cuya base es la verdura, son típicos el salmorejo, al que se suele añadir como guarnición sardinas o boquerones fritos, y el gazpacho blanco, hecho con ajo y huevo. Entre el pescado, el bacalao se suele añadir a la naranja picada, que se hace además con cebolla y huevo duro, y al potaje de garbanzos, muy propio de Semana Santa. El crispín es una croqueta alargada, hecha a base de merluza y patatas, que se sirve con dos salsas: mahonesa y de tomate, típico de la localidad.
De carnes, son típicos los flamenquines, filetes enrollados de cerdo con jamón serrano dentro, y las carnes adobadas.
Un apartado especial merecen los dulces. Hechos con el zumo de la uva están las gachas de mosto, al que se le añade almendras y harina, y el arrope, mosto hervido hasta que se queda muy reducido. Son típicos los dulces que se elaboran alrededor de las distintas festividades del año, como las tortillas de Pascua, gachas de los Santos, borrachuelos y pestiños por Semana Santa e incluso las castañas y nueces son tradicionales comerlas por el día de la Aurora, así como en todas las celebraciones y fiestas populares las tradicionales sopaipas o sopaipillas.
Mención especial habría que hacer de los afamados alfajores de almendra y pastelones de cabello de ángel y hojaldre de la centenaria confitería montillana de Manuel Aguilar (conocida comúnmente como "pastelería de Manolito Aguilar").

### El vino de Montilla
Las tierras albarizas de Montilla son suelos de primera calidad en la obtención del vino. Junto a las altas temperaturas, han sido muy propicias para que haya arraigado la predominante variedad de cepa Pedro Ximénez, originaria del Rin, de donde se cuenta que fue traída por un soldado de los Tercios de Flandes llamado así, o Peter Siemens, en su versión germánica.
La crianza del vino de Montilla se realiza en botas de roble americano mediante el sistema de criaderas y soleras, consistente en ir mezclando parte de los vinos más nuevos, situados en los niveles superiores, con los más viejos, de las filas inferiores, dejando para el consumo los que están sobre el suelo o soleras.
El vino fino es el más extendido, de color amarillento pálido, aroma punzante, seco y levemente amargoso, con un contenido alcohólico de unos 14.º, los cuales se consiguen excepcionalmente en estas tierras de forma natural, sin añadidos. El amontillado es un vino generoso, de color oro viejo, de aroma intenso, seco, suave y lleno al paladar, con una graduación alcohólica de entre 16.º y 22.º El oloroso es un vino generoso de color caoba oscuro, aromático, con mucho cuerpo, lleno y aterciopelado, seco o ligeramente abocado y enérgico, de graduación entre los 16.º y 18.º. El vino Pedro Ximénez es un dulce natural, de color rubí oscuro, obtenido a partir del mosto de uva soleada de la variedad del mismo nombre, que se somete a fermentación alcohólica parcial.
Recientemente se vienen comercializando los vinos jóvenes, que son más ligeros –entre 10° y 12.º– y afrutados, elaborados con otras variedades de cepa, y también los vinos de tinaja, frescos, sin pasar por el contacto de la madera ni otros tratamientos. Es un hecho novedoso en Montilla la elaboración de vinos tintos, de los que se está consiguiendo cada año mayor calidad e implantación.

## Festividades

### Velada de San Sebastián
Los vecinos y parroquia del barrio de La Silera, en torno a una candela en el Llanete de la Cruz, celebran la fiesta de su titular el día 20 de enero.

### La Candelaria
En Montilla, cada dos de febrero se celebra la festividad de la Candelaria, de origen religioso y popular, donde muchas familias montillanas degustan las tradicionales roscas de la Candelaria, hechas a partir de harina, agua, sal y levadura y preparadas con diferentes motivos y formas. Este día se celebra especialmente en los colegios montillanos, donde los niños llevan sus roscas para que les sean bendecidas.

### Carnaval
Dura alrededor de tres semanas esta gran fiesta que ya viene siendo habitual en esta ciudad. En la primera semana tiene lugar el Concurso de Agrupaciones Carnavalescas "Prudencio Molina", que se celebra en el majestuoso Teatro Garnelo. La segunda semana se celebra la Cabalgata (Pasacalles) de Carnaval. La tercera semana finaliza con el Entierro de la Sardina, donde numerosos asistentes se toman sus espetos de sardinas, para celebrar el final del Carnaval y la bienvenida de la Cuaresma.

### Semana Santa
La Semana Santa montillana presenta muchas particularidades propias: ricos actos religiosos en Cuaresma, actos culturales únicos en España –como la Sentencia Romana a Jesús–, pregones, recitales de saetas, muestras gastronómicas…
En Montilla, la Semana Santa comienza el Viernes de Dolores con la Ronda de Los Romanos y de la Agrupación Musical “La Unión”, quienes visitan los templos de la ciudad para ofrecer flores y marchas a las vírgenes de las cofradías.
El sábado anterior al Domingo de Ramos se interpreta la Representación Dramática de La Pasión, en la que intervienen más de 400 personas en 17 actos, reviviendo la Pasión, Muerte y Resurrección de Jesucristo.
Los desfiles procesionales comienzan el Domingo de Ramos con la Hdad. de la Borriquita en la iglesia-santuario de María Auxiliadora, hermandad muy seguida por niños y jóvenes, y le sucede poco más tarde el Stmo. Cristo de la Juventud en la parroquia de Santiago. El Lunes Santo se procesiona la imagen del Stmo. Cristo del Perdón en la iglesia de San Agustín, llevado a hombros por hermanas costaleras. Ya el Martes Santo, la Hermandad de la Santa Cena y María Stma. de la Estrella de la parroquia de la Asunción de la barriada del Gran Capitán, la Franciscana Hdad. de la Humildad y Paciencia y María Stma. de la Caridad en sus Tristezas de la parroquia patronal de la ciudad, y el Stmo. Cristo de Zacatecas y Ntra. Sra. del Socorro de la parroquia de Santiago; el Miércoles Santo, el Stmo. Cristo del Amor, hace su salida en la iglesia-santuario de María Auxiliadora, es una procesión de sumo respeto y silencio muy seguida en la ciudad; el Jueves Santo se inicia con el toque de Diana por algunas calles de la ciudad y en la tarde la Hdad. de Jesús Preso y María Santísima de la Esperanza sale de la ermita de la Rosa y hace uno de los actos más emblemáticos de la Semana Santa Montillana, El Prendimiento, un acto propio de la Hermandad que es realizado por el Cuerpo de Romanos de Jesús Preso antes del desfile, el cortejo consta de 4 pasos, Jesús Preso, la Oración en el Huerto, Cristo atado a la Columna, también llevado a hombros por mujeres, y María Santísima de la Esperanza, trono que destaca por su platería; ya en la Madrugada del Jueves al Viernes Santo, sale la Hermandad del Stmo. Cristo de la Misericordia y María Stma. de la Amargura de la parroquia de San Sebastián, hermandad de la que cabe destacar el pequeño vía crucis en el que sacan la imagen de Cristo crucificado de la pequeña parroquia hasta la plaza de la Cruz para colgarlo en el trono en el más absoluto silencio. El Viernes Santo, gran día de la Semana Santa Montillana, se procesiona a Ntro. Padre Jesús Nazareno y María Stma. de los Dolores, que dan la bendición dos veces, en el paseo de Cervantes a los campos y en su llegada a su templo (iglesia de San Agustín) a los montillanos; cabe destacar el fervor que despierta Nuestro Padre Jesús Nazareno junto a María Stma. de los Dolores, rodeado de hombres alumbrando su camino y seguido de mujeres velando; los acompañan Ntro. Padre Jesús "El Rescatao" y el Stmo. Cristo de la Yedra, destacando entre las bandas que los acompañan la Centuria Romana de Montilla, grupo original de estas características en la Semana Santa Montillana. Ya entrada la tarde, sale de su capilla, la Hdad. del Sagrado Descendimiento, y más tarde lo hace la Pontificia Hdad. del Santo Entierro, María Stma. de la Soledad y Ntra. Sra. de las Angustias de la iglesia de San Agustín. El Domingo de Resurrección, hace que termine la Semana Grande con la procesión del Stmo. Cristo Resucitado, María Stma. de la Paz y las Tres Marías: María Magdalena, María de Cleofás y María de Salomé, llevándolo hermanas costaleras, y una procesión de la que cabe destacar su recorrido cubierto por una representación de hermanos de todas las Hermandades.

### Semana Santa Chiquita
Fundada en 1991, se celebra dos semanas después de Semana Santa, donde desfilan aproximadamente 35 pasos de la Semana Santa Montillana gracias a los numerosos jóvenes, niños y niñas, alrededor de 500, que participan en esta festividad.

### Fiesta de la Cruz
El barrio de La Cruz acoge cada mes de mayo la Fiesta de la Primavera, organizada por la Asociación de Vecinos La Silera en colaboración con el Área para la Igualdad y el Desarrollo Social y Cultural del Ayuntamiento de Montilla. El colectivo vecinal combina los elementos tradicionales que caracterizan la Fiesta de La Cruz –como el adorno de las calles o el desfile de cruces infantiles– con actividades nuevas dirigidas al público más joven. El programa de actividades cuenta cada año con actividades religiosas, musicales y deportivas. Así, además del tradicional desfile de cruces, que parte desde el colegio salesiano para recorrer las calles de la localidad. Por su parte, el anexo de cooperativa La Unión acoge cada mes de mayo el Festival Flamenco, del que ya se han celebrado más de una veintena de ediciones.

### Romería de la Virgen de Las Viñas
La romería, celebrada en el mes de junio, parte desde la ermita de La Merced, enclavada en la barriada del Gran Capitán, desde la cual miles de vecinos acompañan desde las 9:00 la pequeña imagen de la Virgen en su recorrido por los campos de Montilla. Antes de esta festividad, los romeros hacen una ofrenda floral ante el azulejo de la Virgen del Pilar que preside la entrada de la casa cuartel de la Guardia Civil.

### Feria de San Francisco Solano
Se trata de la principal fiesta de la localidad, que se desarrolla en torno al 14 de julio, conmemorando la muerte de San Francisco Solano, cuenta con un amplio abanico de actividades, muchas de las cuales se llevan a cabo en el Real de la Feria, ubicado junto a la zona del polideportivo municipal y la avenida de Las Camachas.

### El Santico
En el último día de Feria comienza a las nueve de la mañana, con la tradicional diana floreada por las calles de la ciudad. La imagen de El Santico recorre en procesión el antiguo barrio de Las Tenerías, acompañada por cientos de fieles que renuevan su compromiso con esta pequeña talla que ocupa el retablo de una ermita levantada en 1821 por Alonso Delgado. Desde las 10:15, las calles Altillos, Ciprés o San Antonio viven su particular día grande, envueltas en las melodías de los cientos de fieles que acompañan la pequeña imagen del santo patrono.

### Fiesta de la Vendimia
La feria, celebrada en el primer fin de semana de septiembre fue declarada "De Interés Turístico Nacional". Intervienen en su organización el Ayuntamiento de Montilla, la Hermandad del Señor en la Santa Cena, María Santísima de La Estrella y Nuestra Señora de Las Viñas –patrona del Noble Gremio de la Vid y el Vino–, así como el Consejo Regulador de la Denominación de Origen Montilla-Moriles. La Fiesta, una de las más antiguas de España, se celebra el primer fin de semana de septiembre, para conmemorar la cosecha de la uva de los cultivos que conforman la Denominación de Origen Montilla-Moriles. Coincidiendo con la Fiesta de la Vendimia Montilla-Moriles, se celebran en la localidad la Cata Flamenca, uno de los festivales más prestigiosos del país, así como la Fiesta del Vino y la Tapa, entre otras muchas actividades.
En esta fiesta se celebra la coronación de la Vendimiadora Mayor y sus Damas de Honor.

### Fiestas y Cultos de Nuestra Señora de Belén
Desde el siglo XVII se le manifiesta una grandiosa y profunda fe y devoción a la Imagen Mariana de Nuestra Señora de Belén, que se encuentra encima del cerro que tiene su nombre, a espaldas del cementerio municipal. En su Honor y Gloria se le realizan una serie de Actos y Cultos, entre ellos, la Novena, la Procesión de Subida (con las calles engalanadas) y el Rosario de la Aurora. Una Festividad de gran interés por los montillanos por la Patrona de los Campos de Montilla.

### Día de la Aurora
Nuestra Señora de la Aurora, conocida popularmente como la Virgen de la Aurora, es la patrona de la ciudad, representada en una valiosa talla salida de la gubia de José de Mora, uno de los más significados representantes de la Escuela granadina del Barroco español.
En la festividad, celebrada en el segundo domingo del mes de octubre, es tradición cantar las Coplas a La Aurora y a La Rosa, interpretados por grupos de músicos ocasionales o por coros.

## Festivales y eventos

### Fiesta del Vino y de la Tapa
Encuentro enológico y gastronómico de la ciudad, localizado en el Centro de Ferias y Congresos ENVIDARTE. Allí, diversos restaurantes y bodegas de la ciudad ofrecen sus vinos y tapas para degustación, uniendo la comida tradicional con los vinos de la ciudad. Cuenta con actividades infantiles y actuaciones nocturnas.

### Cata Flamenca de Montilla
Celebrada de forma paralela a la Feria de la Vendimia desde los años 70, la Cata Flamenca está considerado como uno de los festivales más prestigiosos del país, con una larga tradición y un gran atractivo turístico, confluyendo en ella dos elementos primordiales: el vino y el flamenco. En esta Cata han participado personajes de la talla de Estrella Morente, Arcángel, Antonio el Bailarín, la Fernanda y la Bernarda de Utrera, Fosforito, Camarón, Farruquito, entre otros. Ha sido presentada por Agustín Gómez y Antonio Varo Baena. El nombre se lo dio el bodeguero y escritor José Cobos Jiménez.

### Noche Blanca de la música montillana
Celebración en la cual durante más de cuatro horas ininterrumpidas, tienen lugar unas 20 actuaciones de más de 200 grupos de diversos estilos musicales. Los diferentes grupos musicales van repartidos entre los cuatro escenarios situados en diferentes zonas de la ciudad, cuya localización varía según las ediciones: la plaza de la Merced acoge el flamenco; el Llano de Palacio, la música rock; en la Avda. de la Constitución tienen lugar los recitales de música de estilo clásico y popular, y la plaza de la Rosa es el escenario con la música pop. Este evento congrega a más de 8000 espectadores, tanto de Montilla como de fuera de la localidad, lo que pone de manifiesto la importancia que ha ido ganando este evento en tan poco tiempo, convirtiéndolo en todo un referente. El evento es de fecha variable, soliendo coincidir con el final de mayo y principios de junio, comenzando sobre las 22:30 horas y alargándose hasta bien entrada la madrugada.

### Marcha de Luna Llena
Marcha nocturna en bicicleta a finales de agosto y que se desarrolla bajo la luna llena. Destaca la importante presencia familiar en esta actividad, pues congrega a padres y a hijos en torno al ciclismo mientras recorren los distintos parajes que ofrece la naturaleza en el término municipal montillano.

### Día del Vecino
Actividad promovida por el Consejo Municipal de Participación Ciudadana del Ayuntamiento de Montilla, en la que más de una treintena de asociaciones y colectivos montillanos montan sus stands, desde los cuales ofrecen información a todos los visitantes, dando a conocer la labor que desarrollan en sus diferentes ámbitos de actuación. Cada edición va relacionada con una temática, como el respeto al medio ambiente, la igualdad entre géneros, la convivencia ciudadana o la tolerancia multicultural, en torno a la cual se organizan numerosas actividades como actuaciones, juegos, exposiciones...

### Festival de teatro infantilCiudad de Montilla
Organizado por la Delegación de Educación del Ayuntamiento, en colaboración con el Consejo Escolar Municipal, lleva a escena diferentes obras de teatro dirigidas, en primer lugar, a alumnos de educación infantil, primaria y educación secundaria y, en un segundo pase, a madres, padres y al público en general. El objetivo de este certamen es potenciar la formación teatral y escénica de los más pequeños.

### Torneo Internacional de AjedrezMontilla-Moriles
Considerada como una de las competiciones ajedrecísticas más importantes del calendario estival cordobés y andaluz, contando con la participación de unos 90 ajedrecistas de las provincias andaluzas, aunque también se darán cita varios grandes jugadores y maestros internacionales.

### Feria del Disco y Exposición
Las ediciones de esta feria se suelen dar en el emblemático salón de actos de San Juan de Dios, en una jornada desde las 11 de la mañana hasta las 8 de la tarde, contando con actuaciones de varios artistas. En esta feria, se muestran multitud de curiosidades, se ponen a la venta LP, CD… Además, se exponen y venden tebeos, cómics, fotogramas, carteles…

### Concentración motociclistaCiudad del Vino
Concentración motera organizada por el Motoclub Montilla, con la participación del Ayuntamiento de la ciudad de Montilla realizándose en las Naves de Usos Múltiples de la localidad gran donde los visitantes pueden disfrutar de la variedad de modelos y cilindradas de las motos asistentes, amenizado con música ambiente. Suelen reunirse en la localidad unas 400 motocicletas de acampada, mientras que a lo largo del fin de semana se suelen superar las 1000 motocicletas asistentes.

### Enduro en pista cubierta Ciudad de Montilla
Organizado por el Moto Club de Montilla, este Indoor se celebra de forma anual en el polígono industrial de Llanos de Jarata I. Cabe destacar que esta competición es puntuable para el Campeonato Andaluz de Enduro Indoor.

### Trofeo Andaluz Canicross-Bikejoring Castillo de Montilla
Este trofeo, que deriva de las carreras de trineos con perros (mushing) y en la que participan atletas o ciclistas acompañados de sus respectivos perros, fue celebrado por primera vez en 2012 y organizado por el Servicio Municipal de Deportes y el Ayuntamiento de Montilla con la ayuda de patrocinadores. Además, esta competición es precedida por una Carrera Popular Canina de 2,5 kilómetros, cuyos vencedores –junto al segundo y el tercer clasificado de ambas categorías, también en la modalidad Infantil– recibirán sus respectivos premios.

### Cross de NavidadCiudad de Montilla
Prueba organizada por el Club de Atletismo Montilla en colaboración con el Servicio Municipal de Deportes. La competición comienza en los Picos de El Cigarral, una finca de propiedad municipal situada entre la carretera de Cabra, la vía férrea Córdoba-Málaga, la circunvalación de la carretera Montoro–Puente Genil y el camino de El Hoyo. Podrán participar todas las personas que lo deseen, sin discriminación de sexo ni edad, siempre y cuando estén correctamente inscritas, tanto en tiempo como en forma.

### DuatlónCiudad de Montilla
Competición integrada en el Circuito de Duatlón y Triatlón, está organizada por el Ayuntamiento de Montilla, el Servicio Municipal de Deportes y reconocido por la Federación Andaluza de Triatlón, por lo que atrae a atletas de toda Andalucía. Suele celebrarse en las inmediaciones del polideportivo municipal.

### Campeonato de Andalucía de Duatlón de Menores
Competición celebrada simultáneamente con el duatlón Ciudad de Montilla. Esta inicia con los infantiles (2 km - 8 km - 1 km). Tras estos participaron los alevines (1 km - 4 km - 0,5 km). Los siguientes en participar son los niños de categoría benjamín (0,5 km - 2 km - 0,25 km).
Los últimos en participar, ya cerca de las 14:00 h de la tarde, son los prebenjamines (0,25 km - 1 km - 0,25 km).

### AcuatlónCiudad de Montilla
El Acuatlón Ciudad de Montilla es una prueba que combina la natación y la carrera a pie celebrada en septiembre con dos modalidades: una prueba para mayores y otra para menores. Para cada prueba se suelen reservar 100 inscripciones, que se asignarán por riguroso orden de inscripción.

### CrossBatalla de Munda
El cross, calificado como el primer encuentro nacional de corredores minimalistas y descalzos, suele contar con 350 participantes que recorrerán los 19 kilómetros de esta prueba. Está organizado por el Club de Atletismo Montilla. Este cross es la prueba que más corredores minimalistas ha congregado en España hasta la fecha.

### Rallye I Baja Tierras del Sur
Montilla acoge en octubre el rallye Baja Tierras del Sur, prueba puntuable para el Campeonato de España de Rallyes Todo Terreno y para el Campeonato de Andalucía de Enduro TT.
Organizado por RS Sport, este rallye tiene la plaza Puerta de Montilla como escenario principal durante todo el fin de semana con la instalación allí del parque cerrado y la salida y llegada de los participantes. La carrera arranca el sábado por la mañana con la ceremonia de salida a partir de las 12:15 h.
Para el domingo (7:30 h), está prevista la salida de la segunda etapa. El rallye recorrerá caminos no solo de Montilla, sino de poblaciones cercanas como Espejo, Castro del Río, Montemayor y Nueva Carteya. En la plaza Puerta de Montilla tendrá lugar la entrega de trofeos a los ganadores en torno a las 15 horas.

## Ciudades hermanadas
Aunque mantiene estrechos lazos de unión con muchas otras poblaciones de dentro y fuera de España, Montilla está hermanada con las siguientes localidades:
- San Juan Despí (España)
- Montoro (España)
- Boucau (Francia)
- Cerignola (Italia)
- Certaldo (Italia)
- Miraflores (Perú)
- Vichayal (Perú)